# Typenturm
Typenturm ist die Bezeichnung für einen standardisierten Fernmeldeturm (FMT) in Stahlbetonbauweise der einstigen Deutschen Bundespost (heute Deutsche Funkturm, eine Tochter der Deutschen Telekom). Es wurden verschiedene Typentürme entworfen und an zahlreichen Standorten erbaut.

## Entwicklung
Die Typentürme wurden in der Regel nach ökonomischen und funktionellen Gesichtspunkten konstruiert und erst in zweiter Linie nach ästhetischen. Im Vergleich zu Stahlkonstruktionen ist die Stahlbetonbauweise leichter in der Errichtung und Wartung. In Deutschland gibt es etwa 300 Typentürme, von denen die ersten Anfang der 1950er Jahre in noch geringer Anzahl entstanden (Typen A, B und C). Das damalige Bundespostministerium betraute die Architekten Arwed Hoyer und Werner Teutschbein mit Planung und Weiterentwicklung der Typentürme. Für den Aufbau des ZDF-Sendernetzes wurde 1961 der schlanke Typ D als reiner Fernsehturm entworfen, jedoch nur fünfmal gebaut, da sich mit dem verstärkten Einsatz des Richtfunks bei der Bundespost der Bedarf für Türme mit großen Stellflächen zeigte. So begann Mitte der 1960er Jahre die flächendeckende Errichtung von Typentürmen mit Betriebsgeschoss. Maßgeblich beteiligt an der Planung der neuen Typentürme waren der Ingenieur Fritz Leonhardt und der Architekt Erwin Heinle.
Die fünf Baureihen FMT 1 bis 3, FMT 4 bis 6, FMT 8 bis 10, FMT 11 bis 13 und FMT 14 bis 16 bestehen aus jeweils drei Typen, die sich untereinander nur in ihrer Höhe unterscheiden. Die einzelnen Baureihen unterscheiden sich jeweils in der Anzahl der Antennenplattformen und der Größe des Betriebsgeschosses. Die Typen FMT 8 bis 10 sind ohne Kanzel. Der FMT 7 wurde nur zweimal gebaut, da sich der funktional vergleichbare FMT 9 als kostengünstiger erwies. Im Laufe der Jahre mussten einzelne Typen den geänderten funk- und bautechnischen Anforderungen angepasst werden. Die neuen Ausführungen werden durch Anhängen des Entwicklungsjahres unterschieden (beispielsweise FMT 2/73).
Die Fernmeldetürme in Münster, Kiel, Bremen und Cuxhaven wurden von den Architekten Gerhard Kreisel und Günter H. Müller der Oberpostdirektion Kiel geplant und gehören nicht zu den eigentlichen Typentürmen. Sie werden deshalb als Sondertürme bezeichnet, zu denen auch der Fernmeldeturm Koblenz, der Rheinturm, der Heinrich-Hertz-Turm oder der Colonius zählen.

## Galerie einiger Typentürme

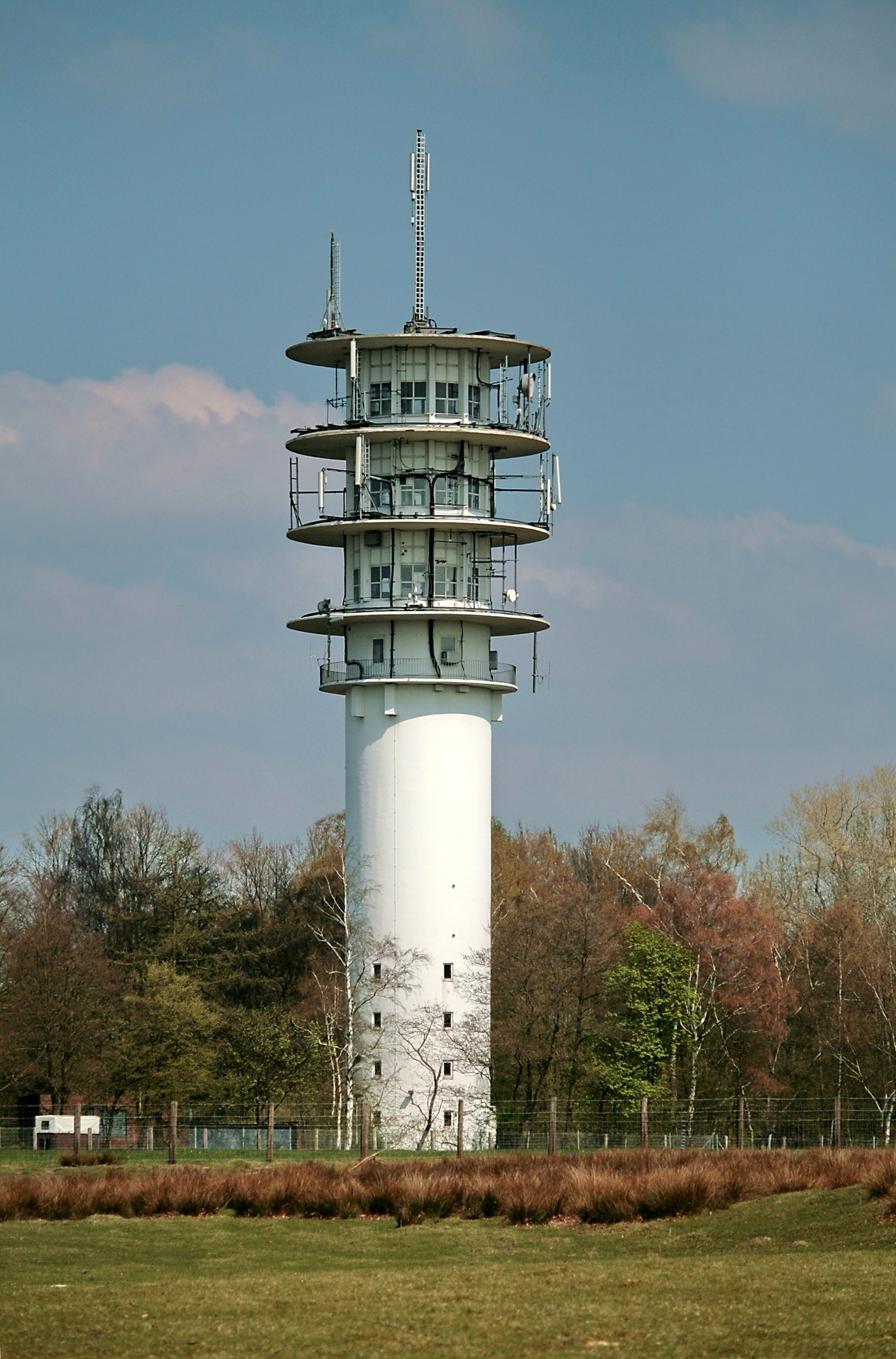
Typ A Mellendorf
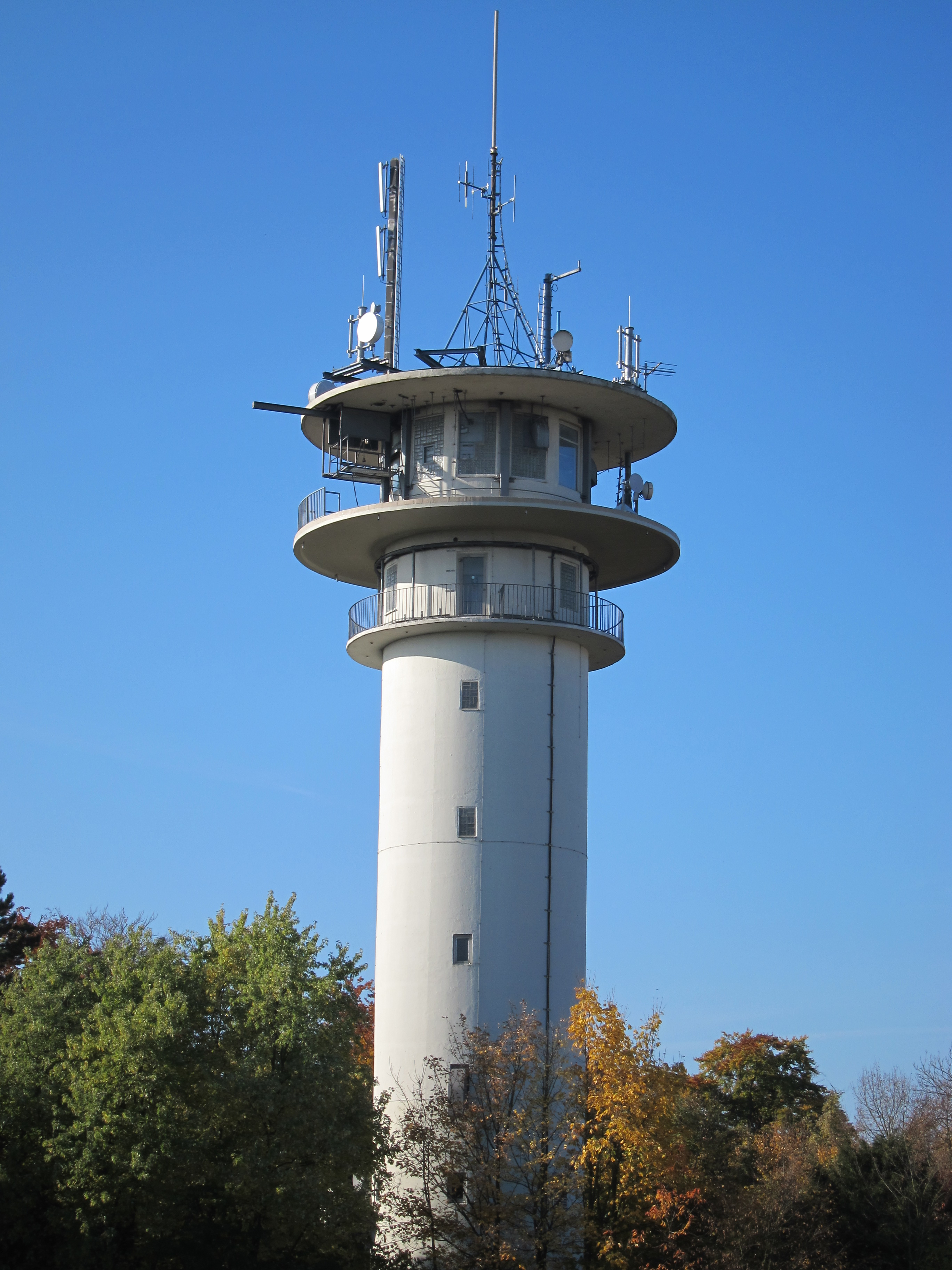
Typ B Beckum
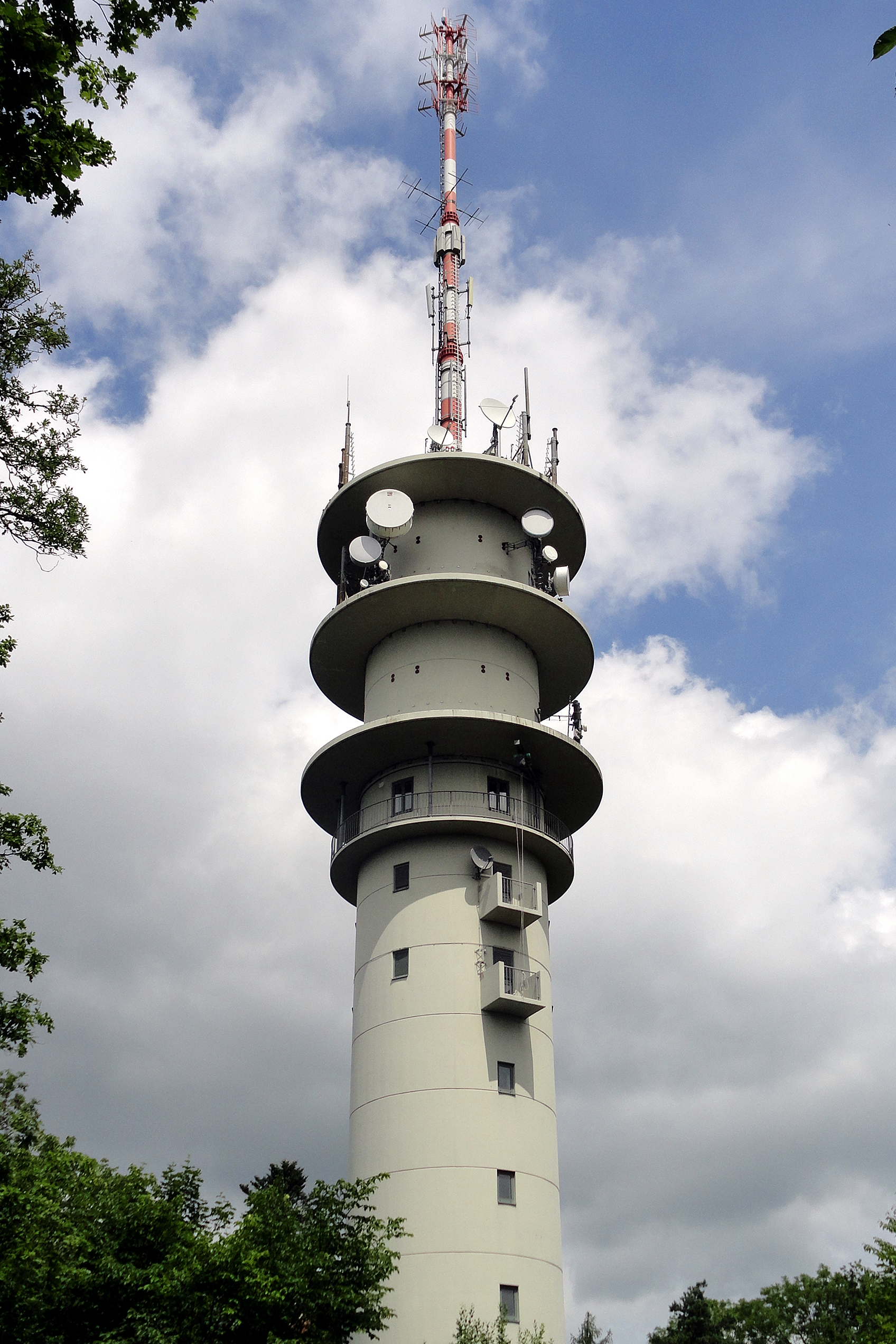
Typ C Heilbronn
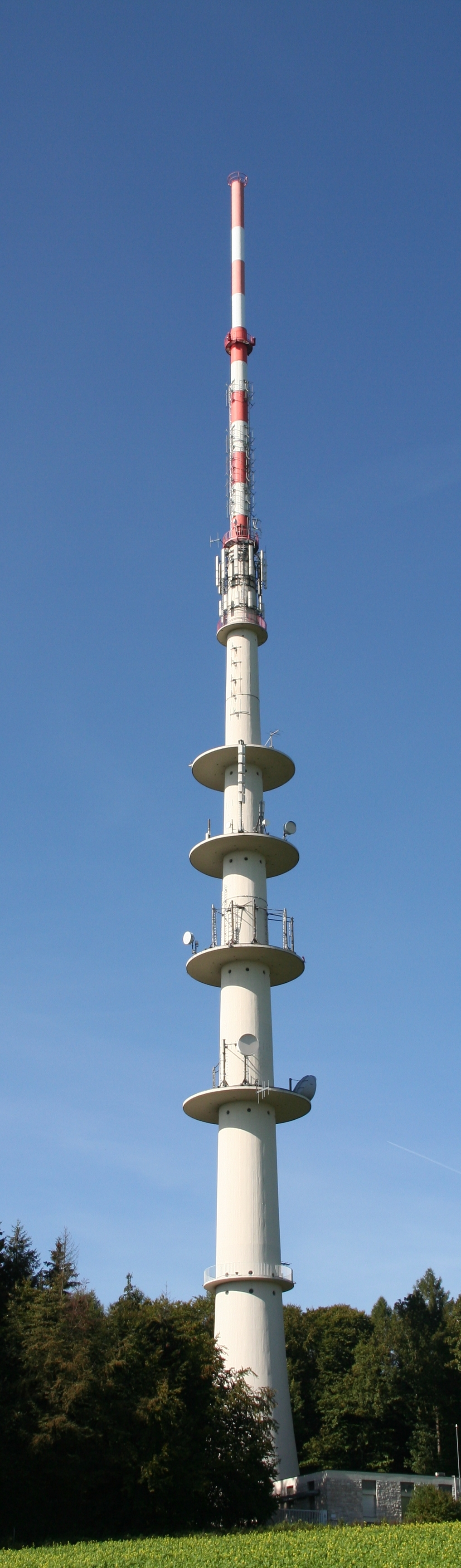
Typ D Ulm-Ermingen
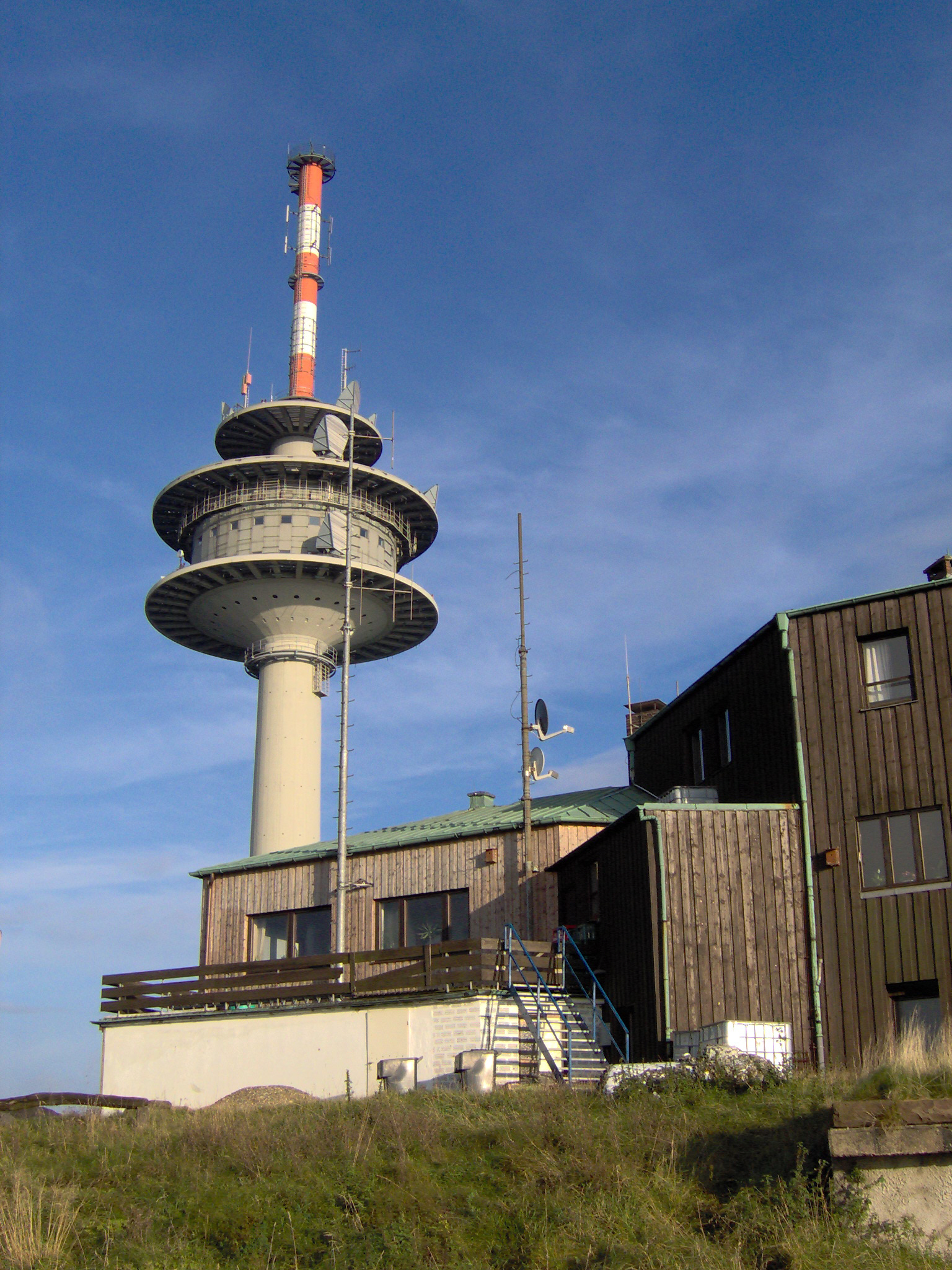
FMT 1 Köterberg
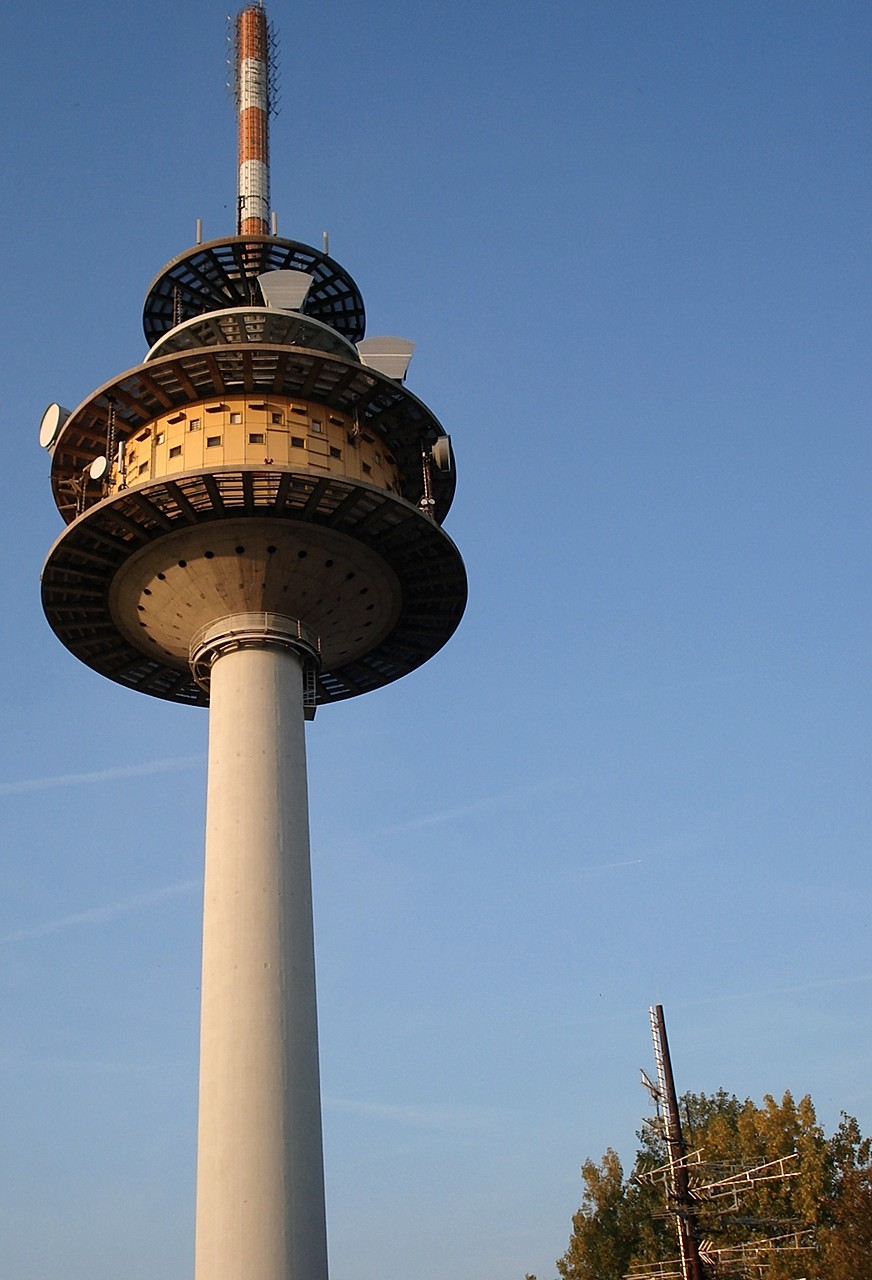
FMT 1 Ober-Olm
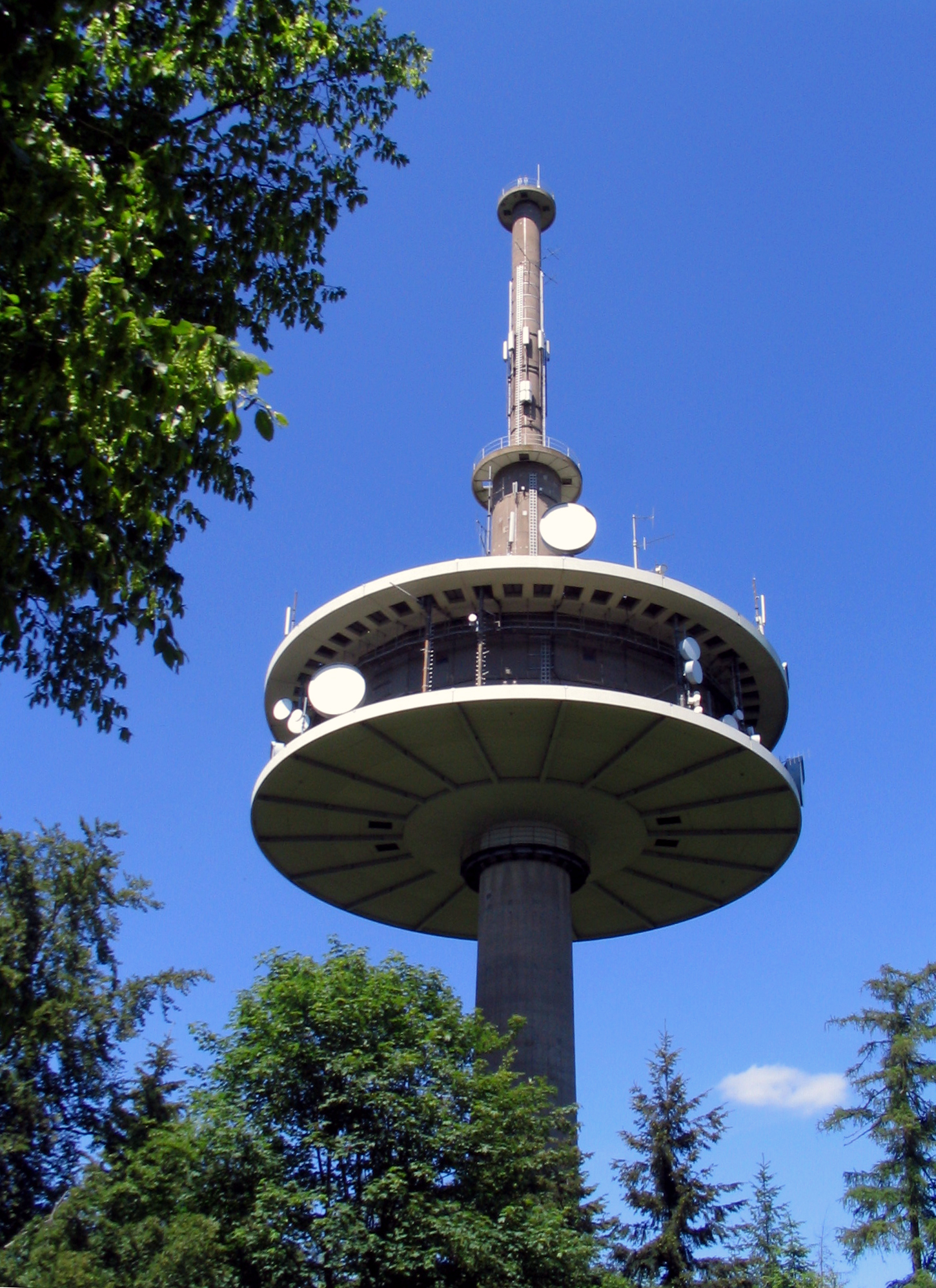
FMT 1/73 Dünsberg
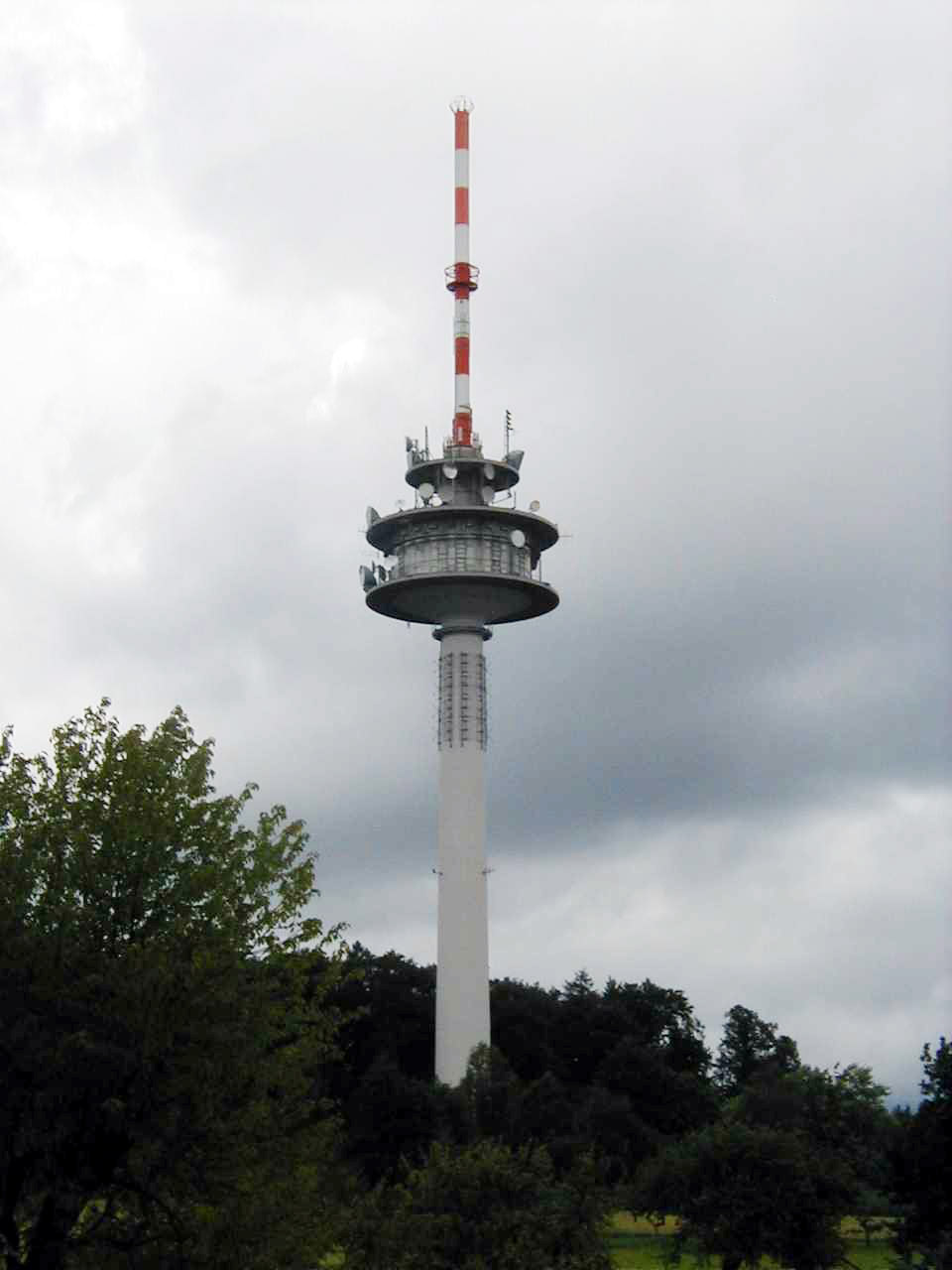
FMT 2 Karlsruhe-Grünwettersbach
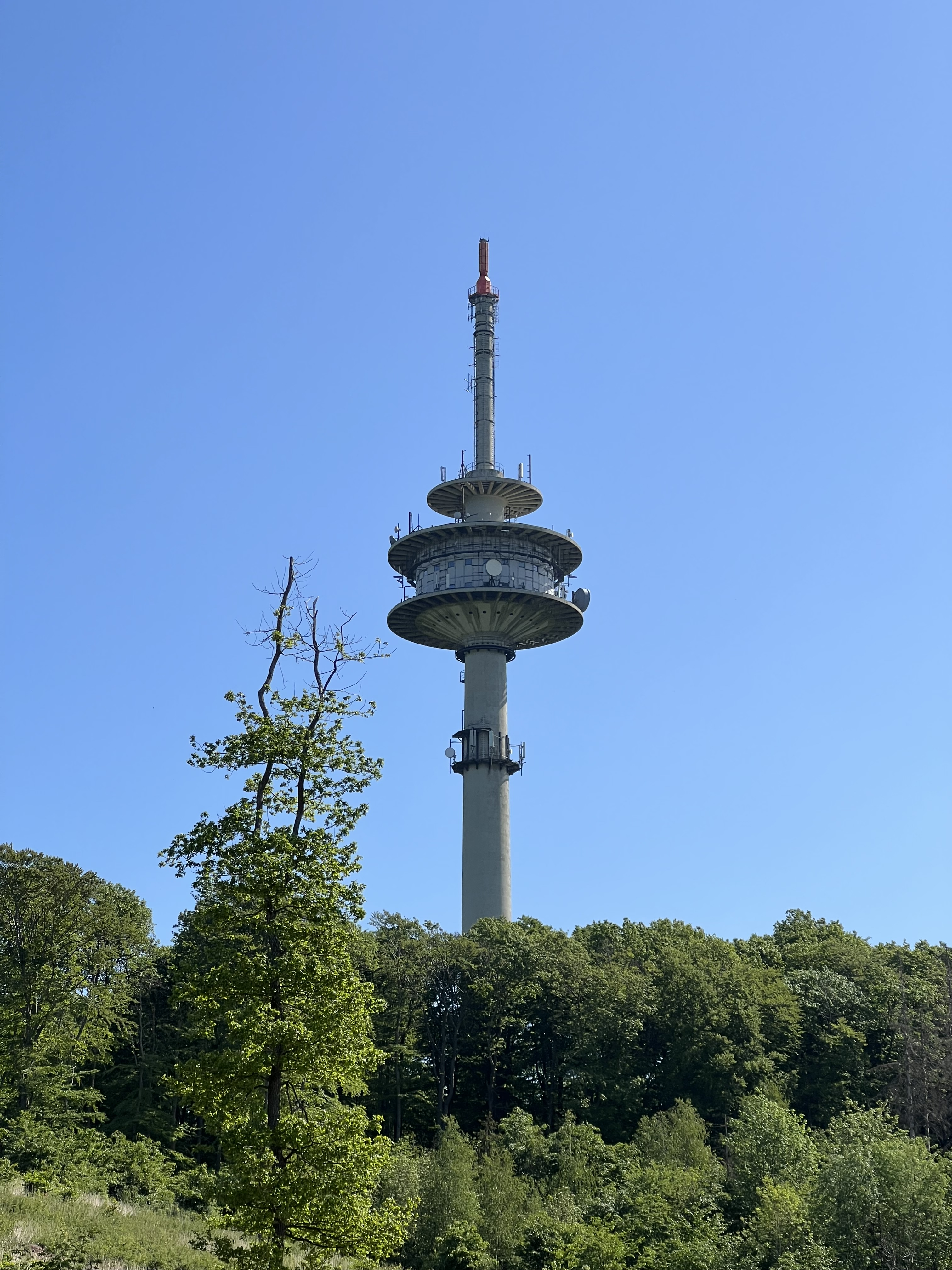
FMT 2 Sibbesse (Hildesheim)
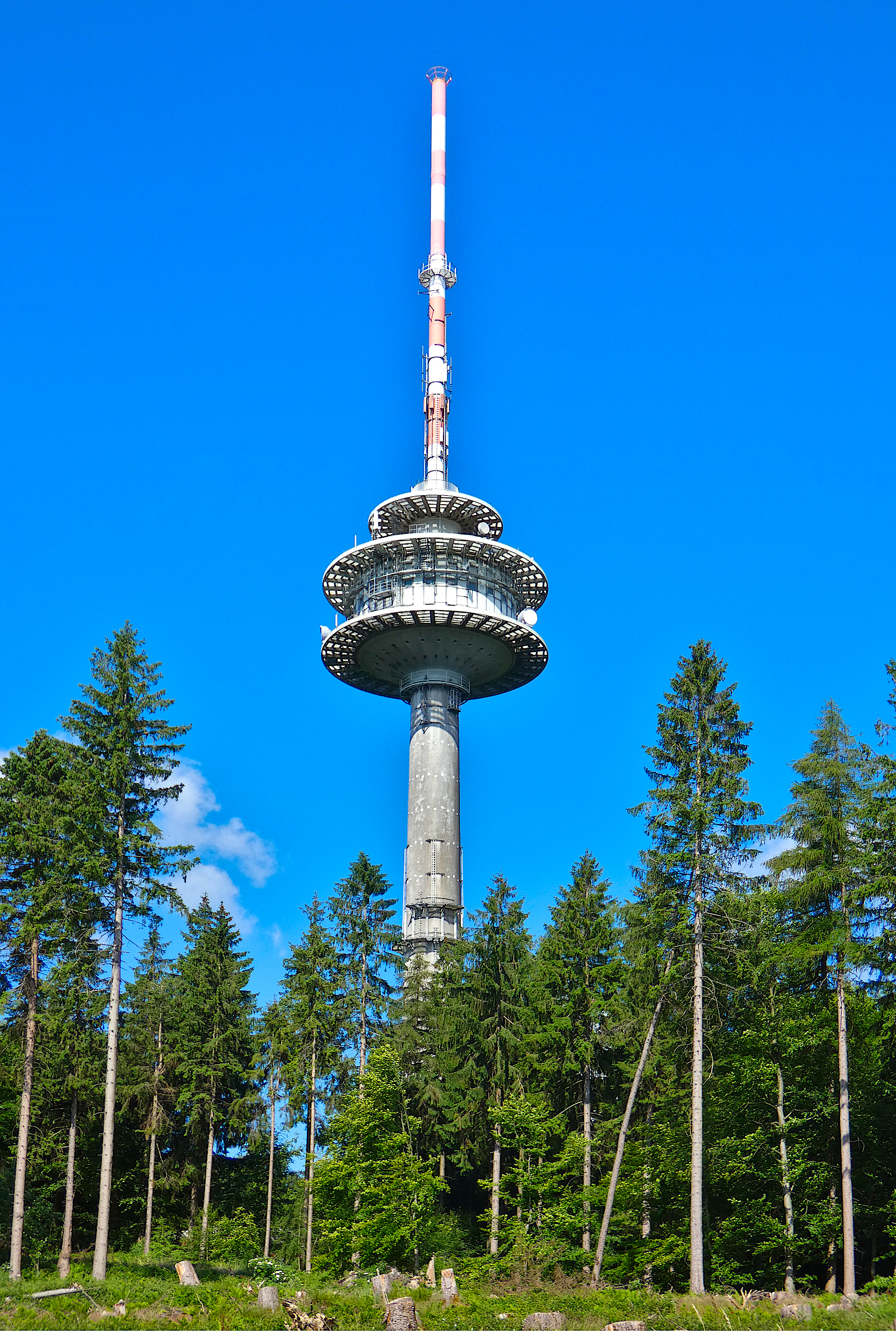
FMT 2 Barsinghausen
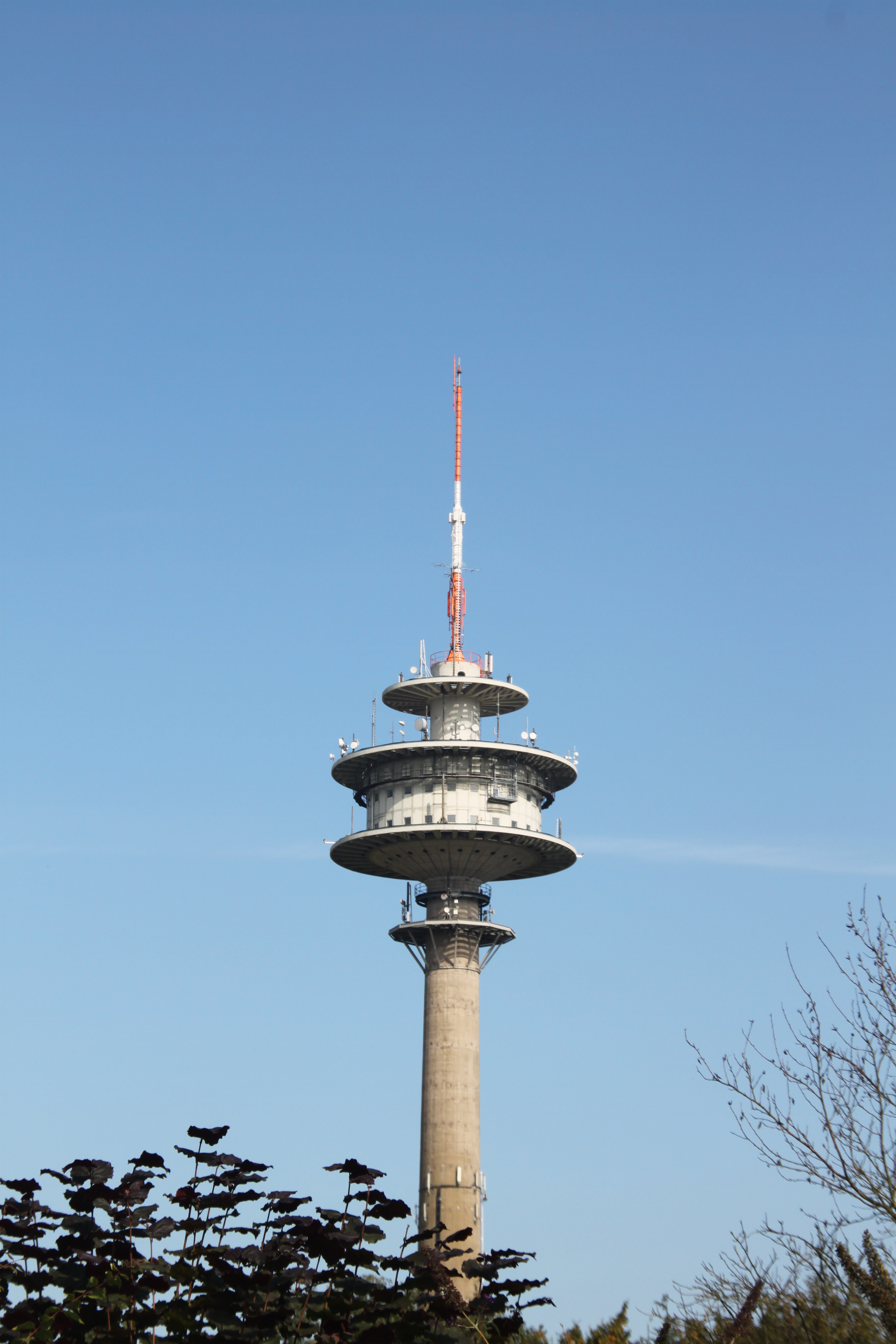
FMT 2/71 Lohmar-Birk
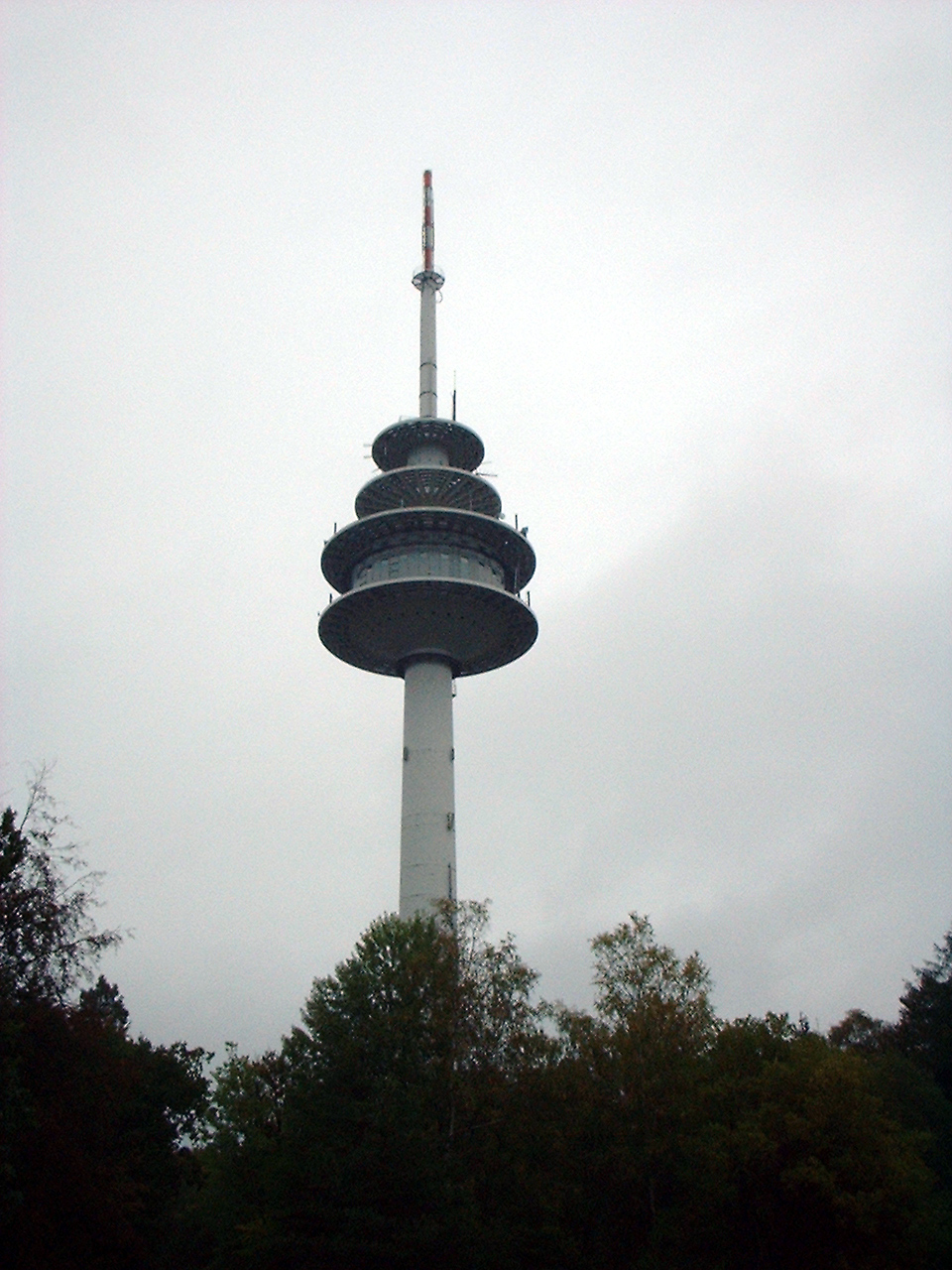
FMT 2/72 Waldenbuch
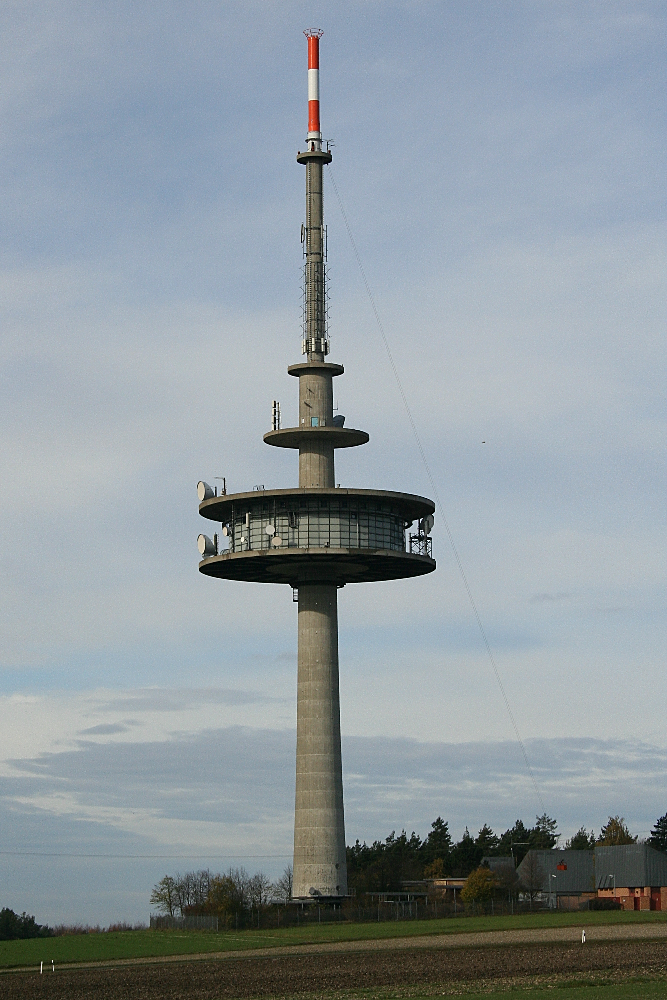
FMT2/73 Bamberg
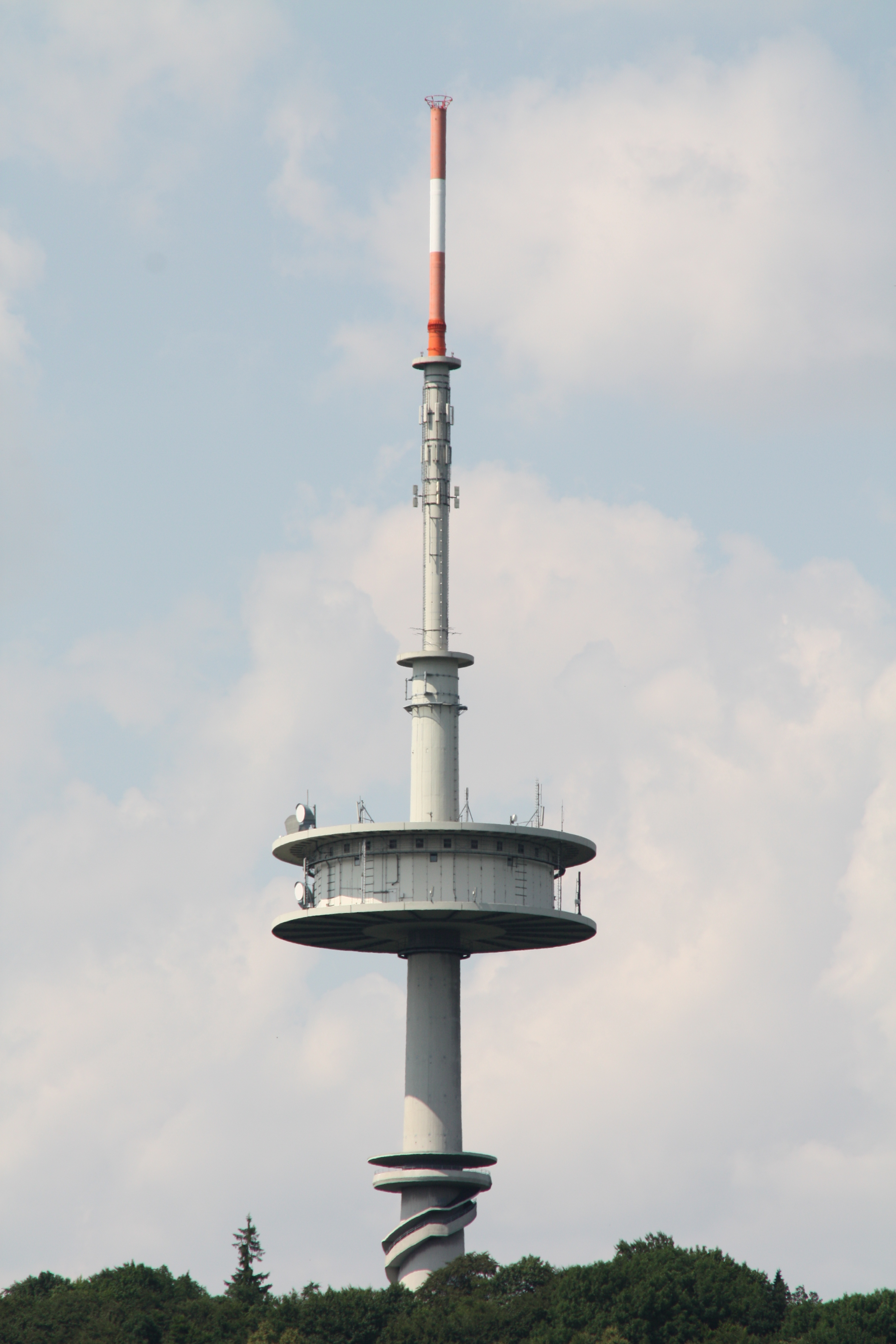
FMT 2/73 Porta Westfalica
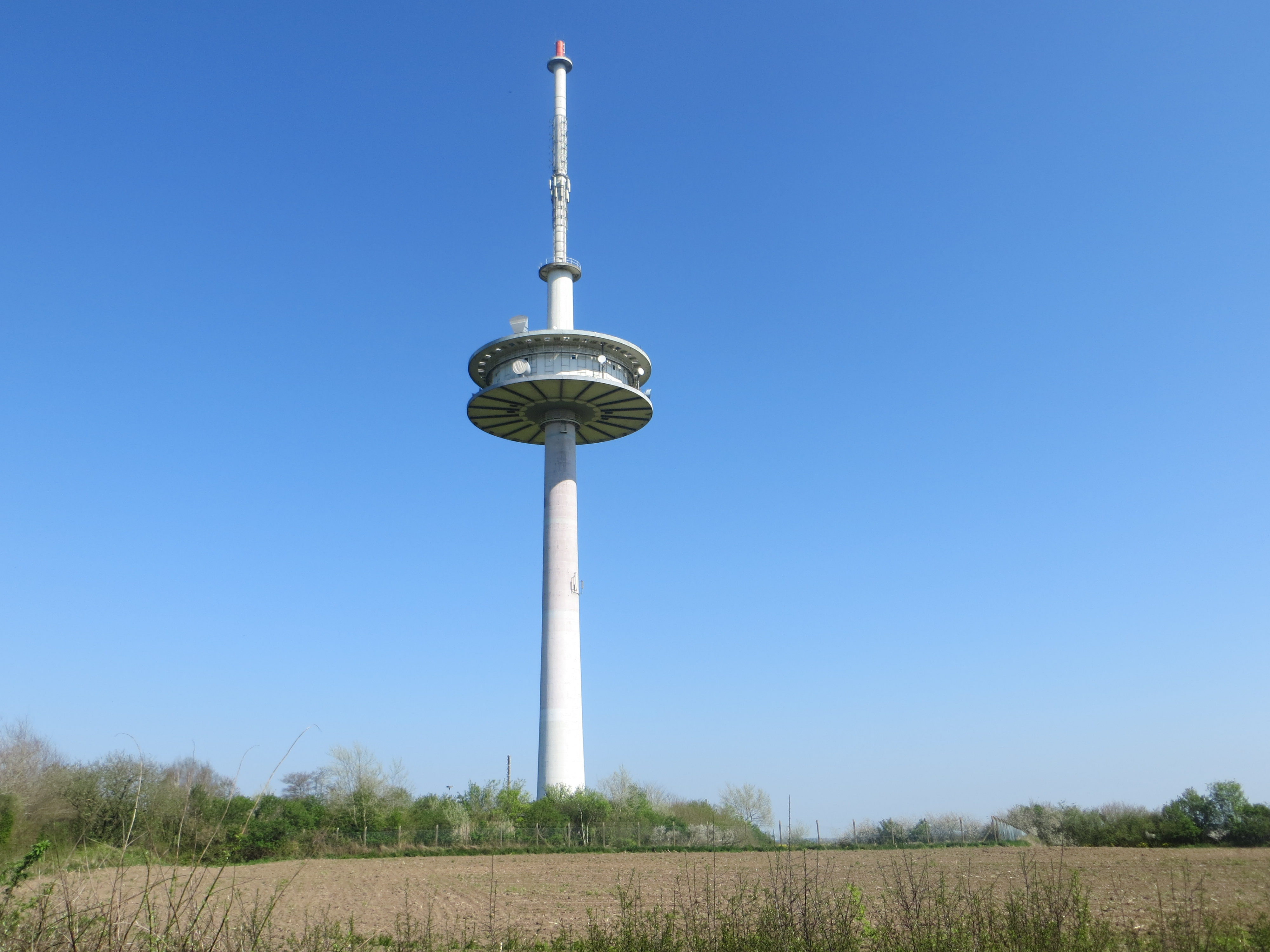
FMT 2/73 Freienwill
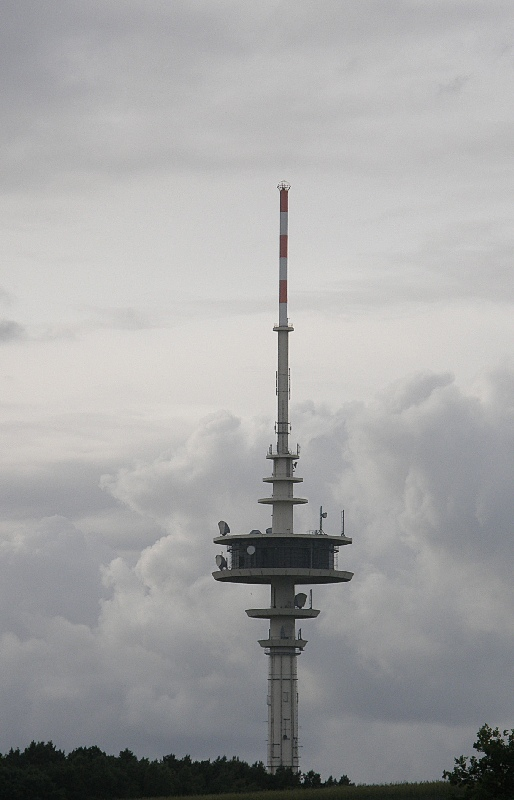
FMT 2/81 Lamstedt
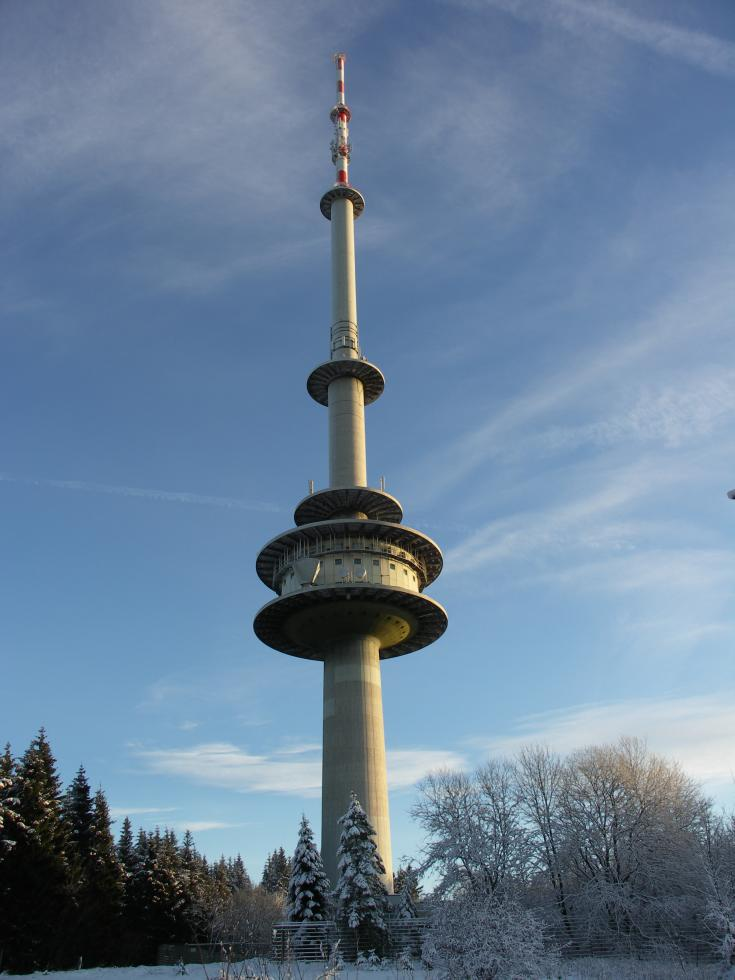
FMT 3 Hunau
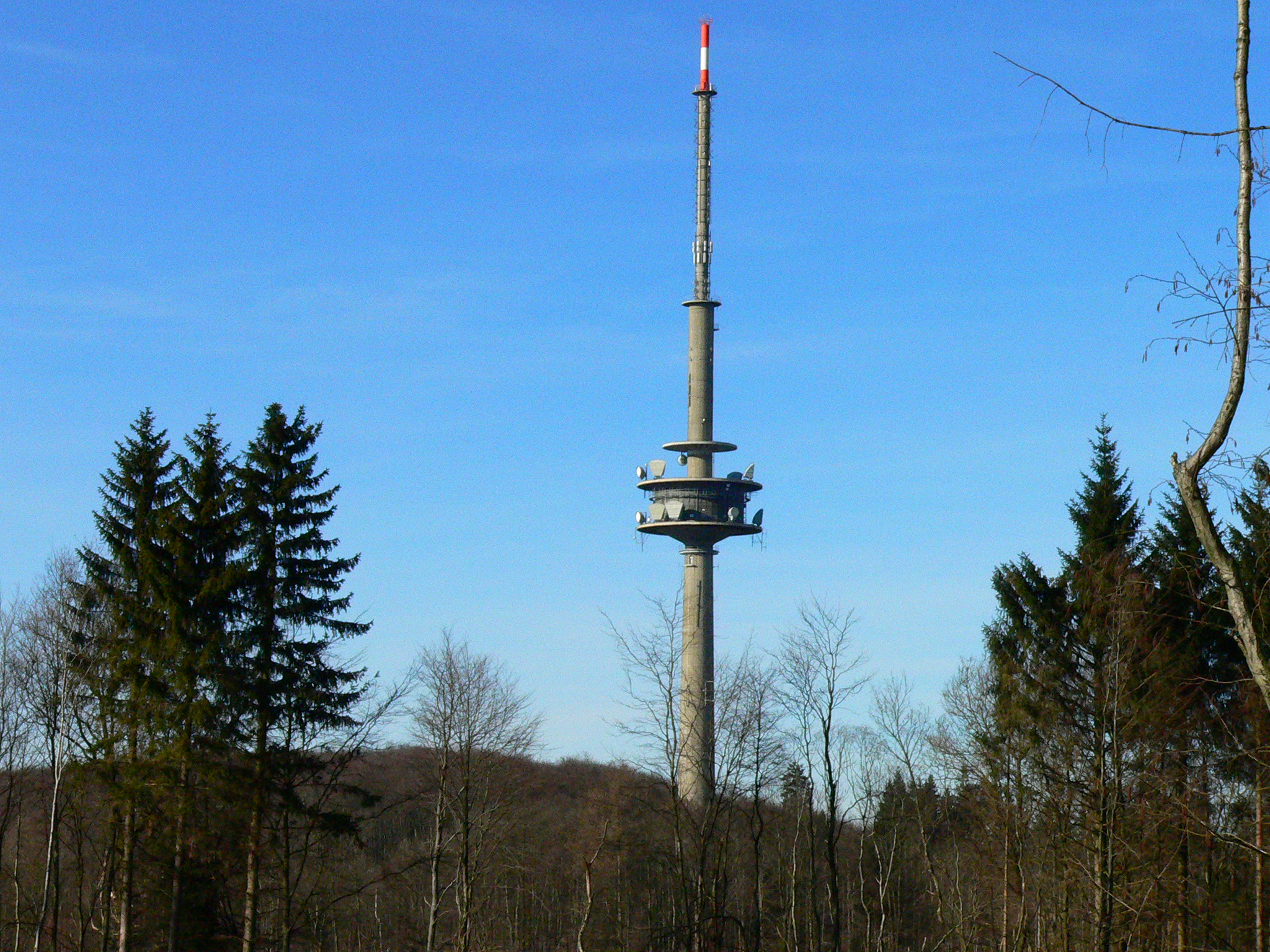
FMT 3/72 Habichtswald
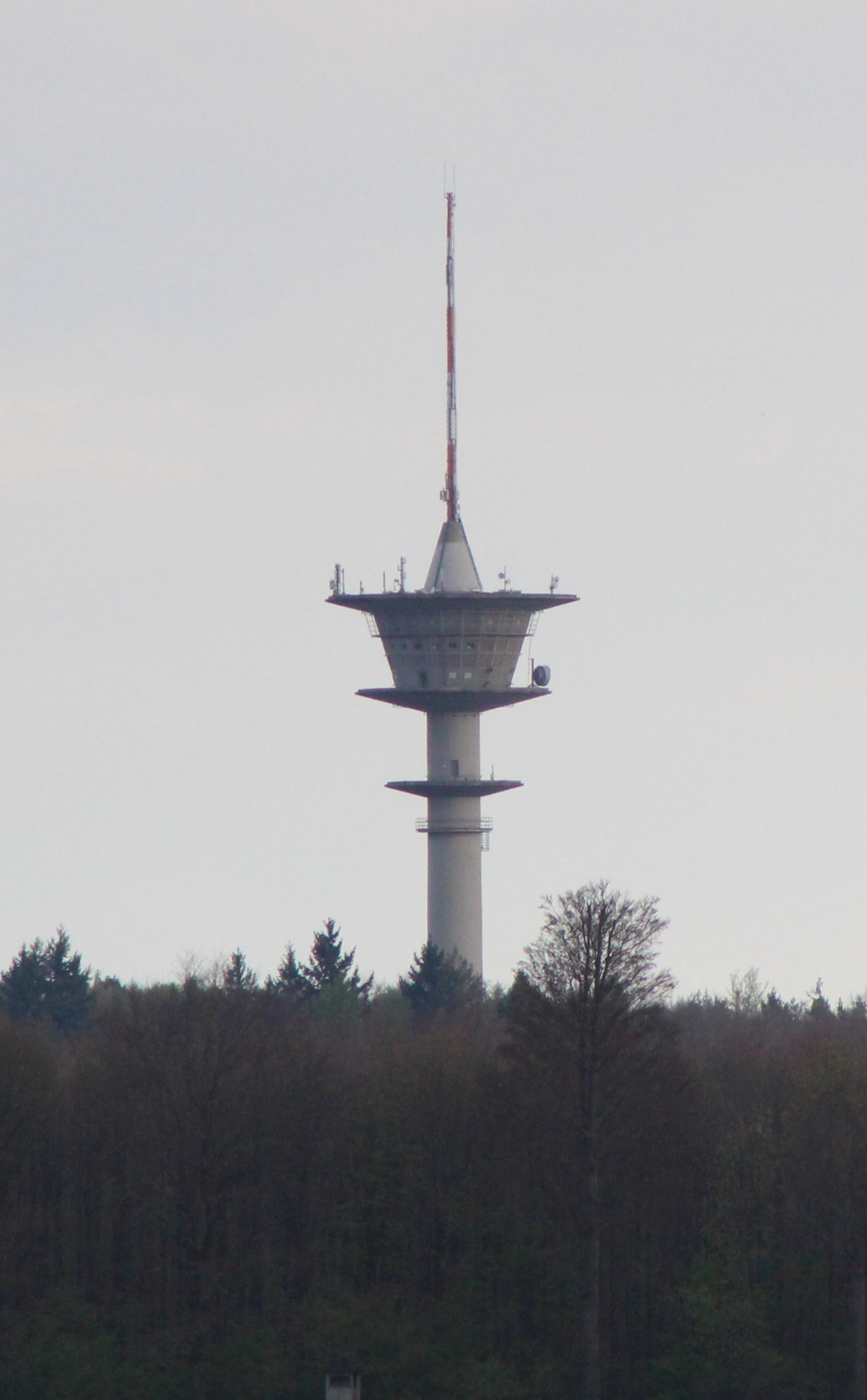
FMT 5 Gramschatzer Wald
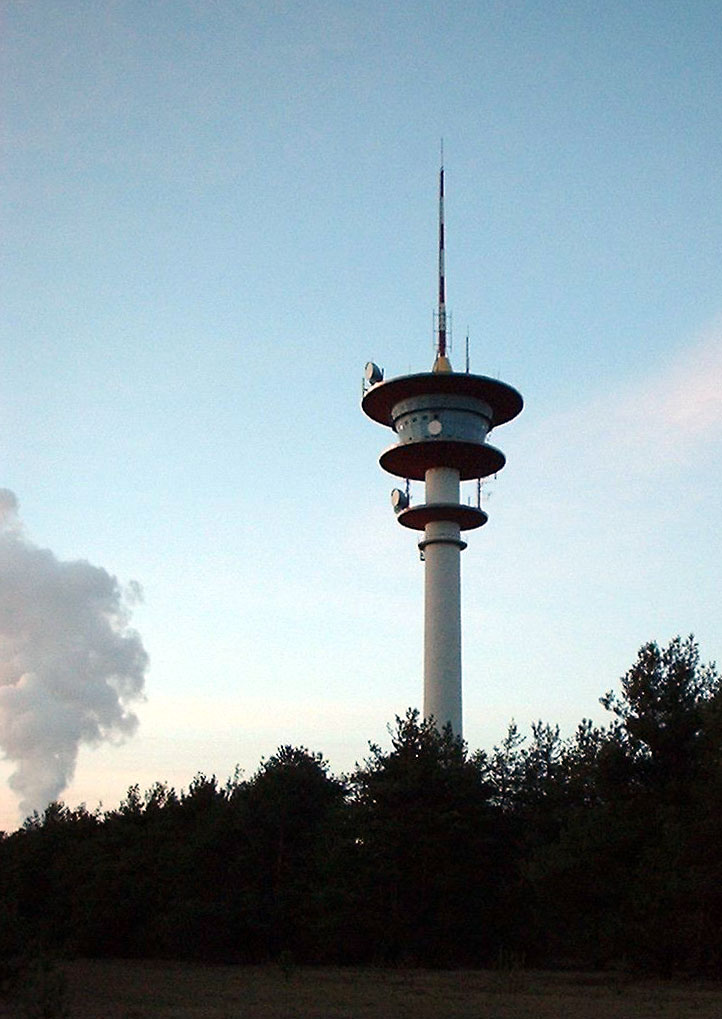
FMT 6 Waghäusel
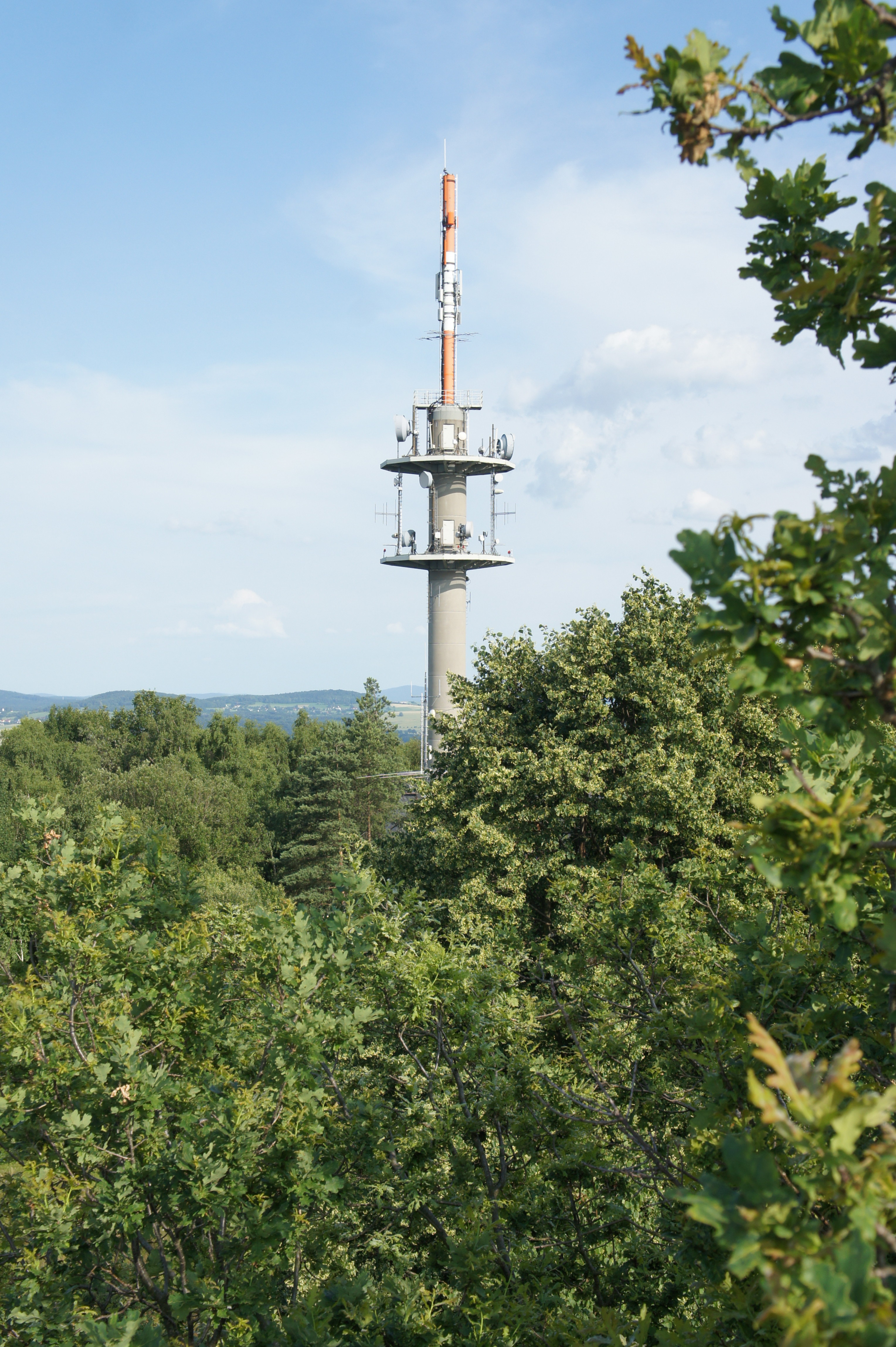
FMT 8 Keulenberg
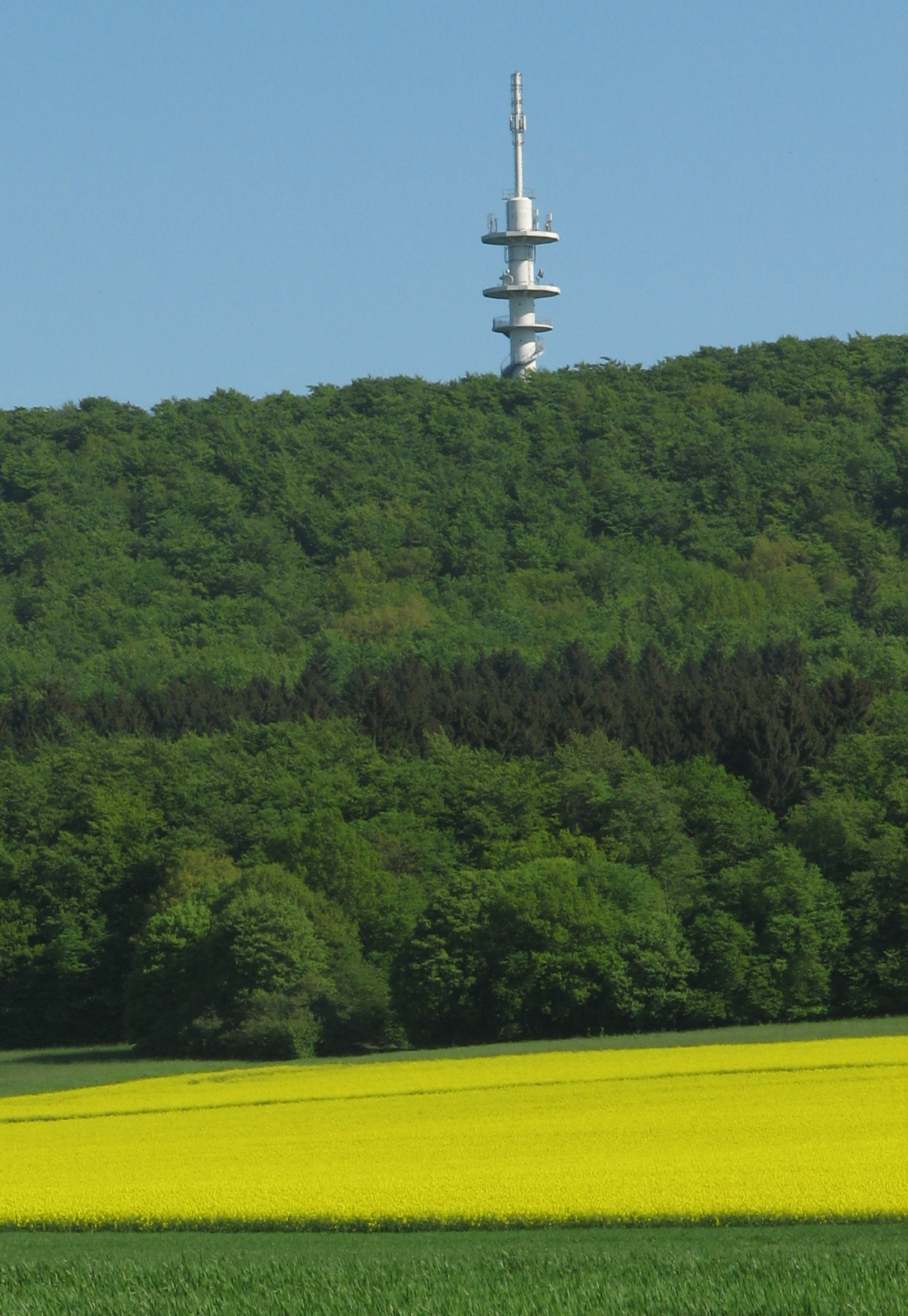
FMT 8/84 Dissen
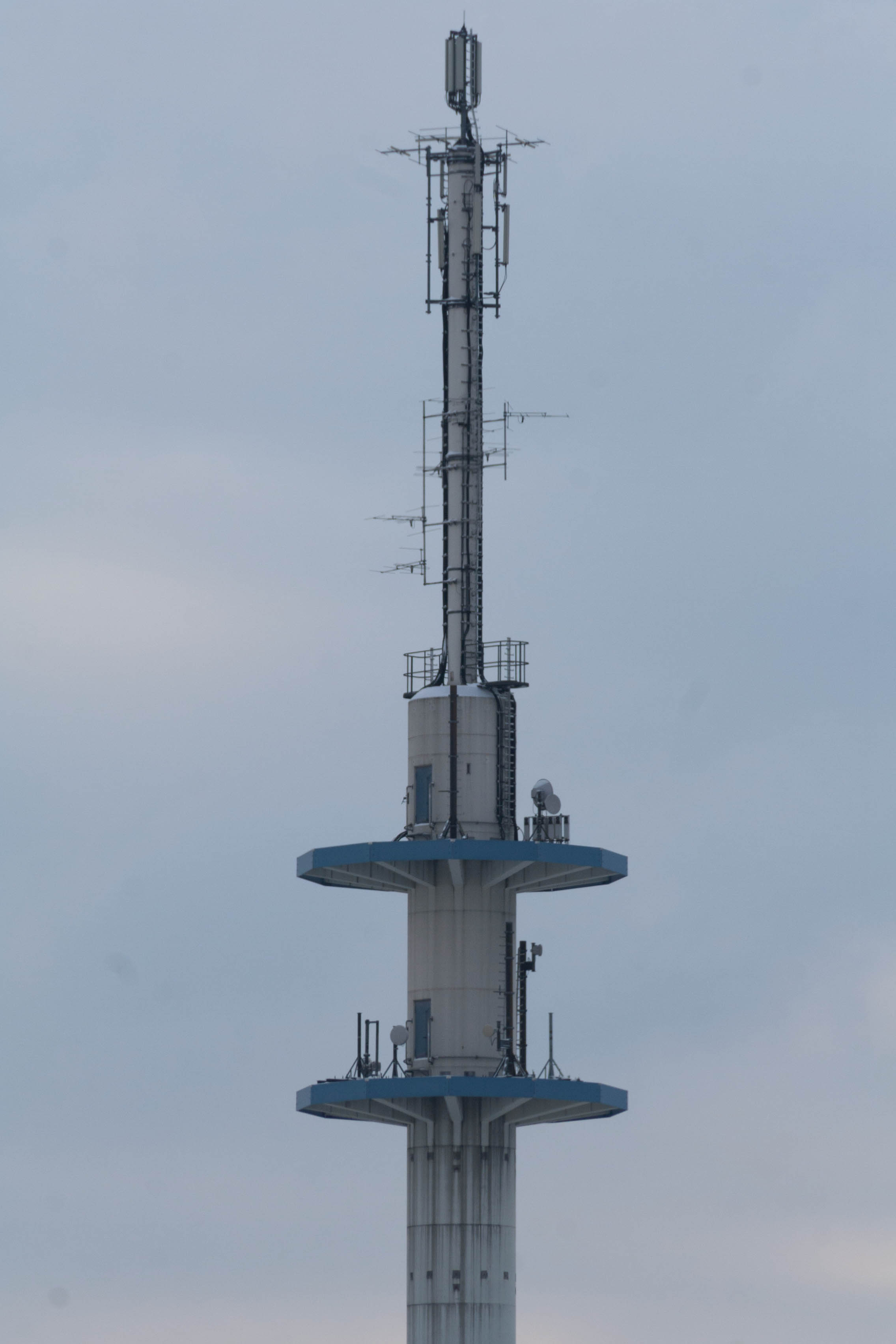
FMT 9 Landau
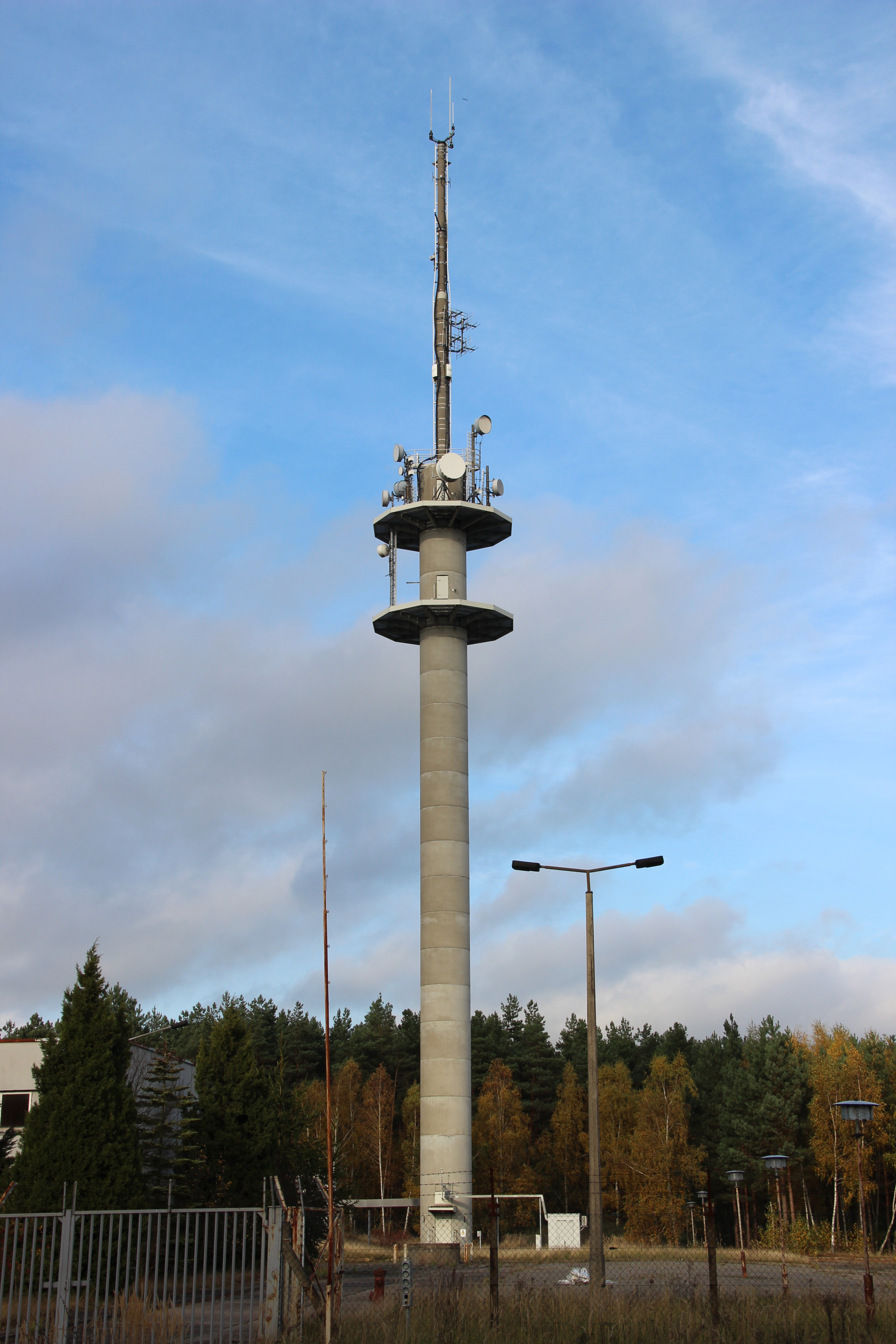
FMT 9 Pasewalk
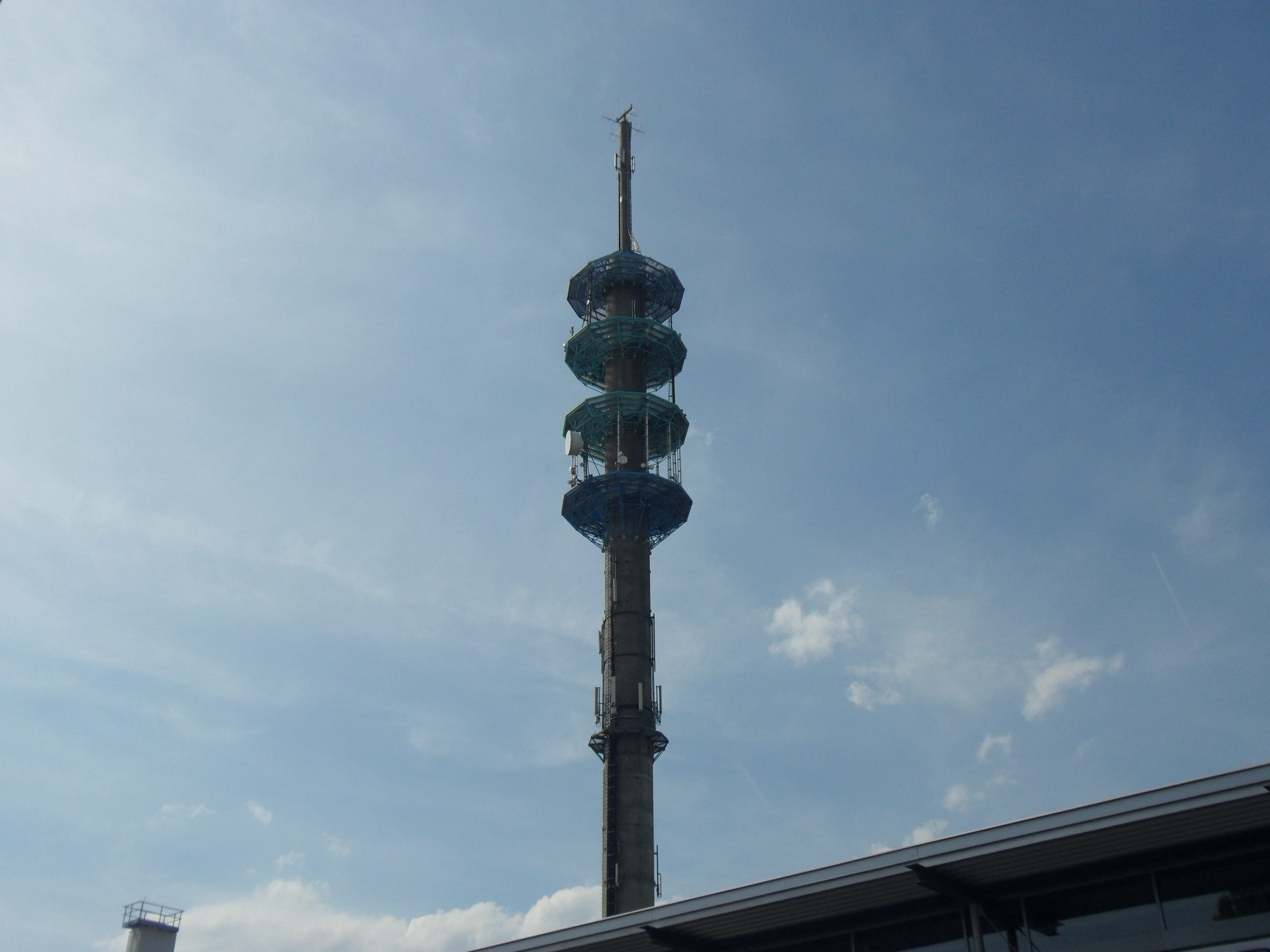
FMT 9/84 Solingen
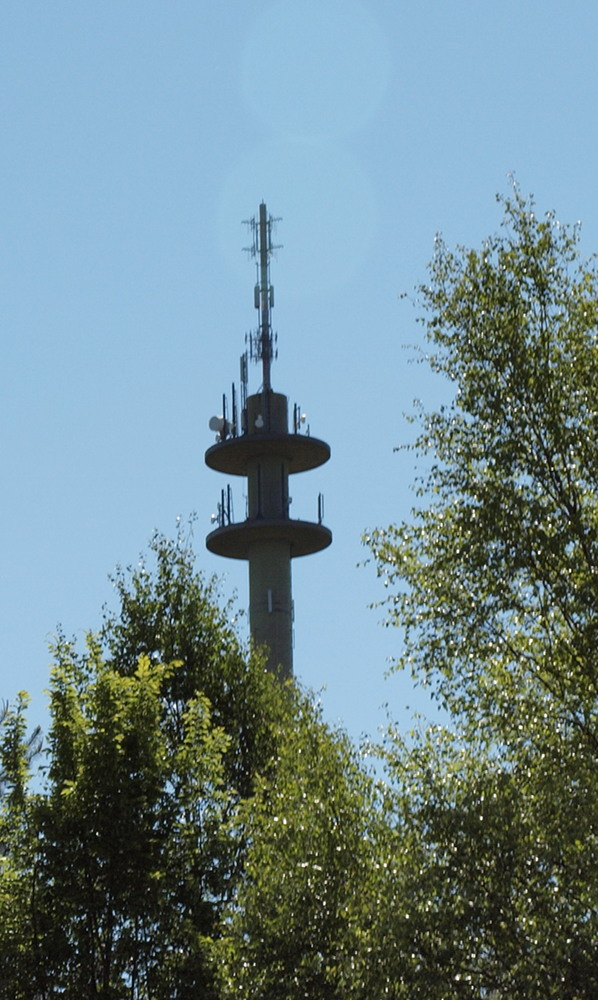
FMT 10 Passau-Dommelstadl
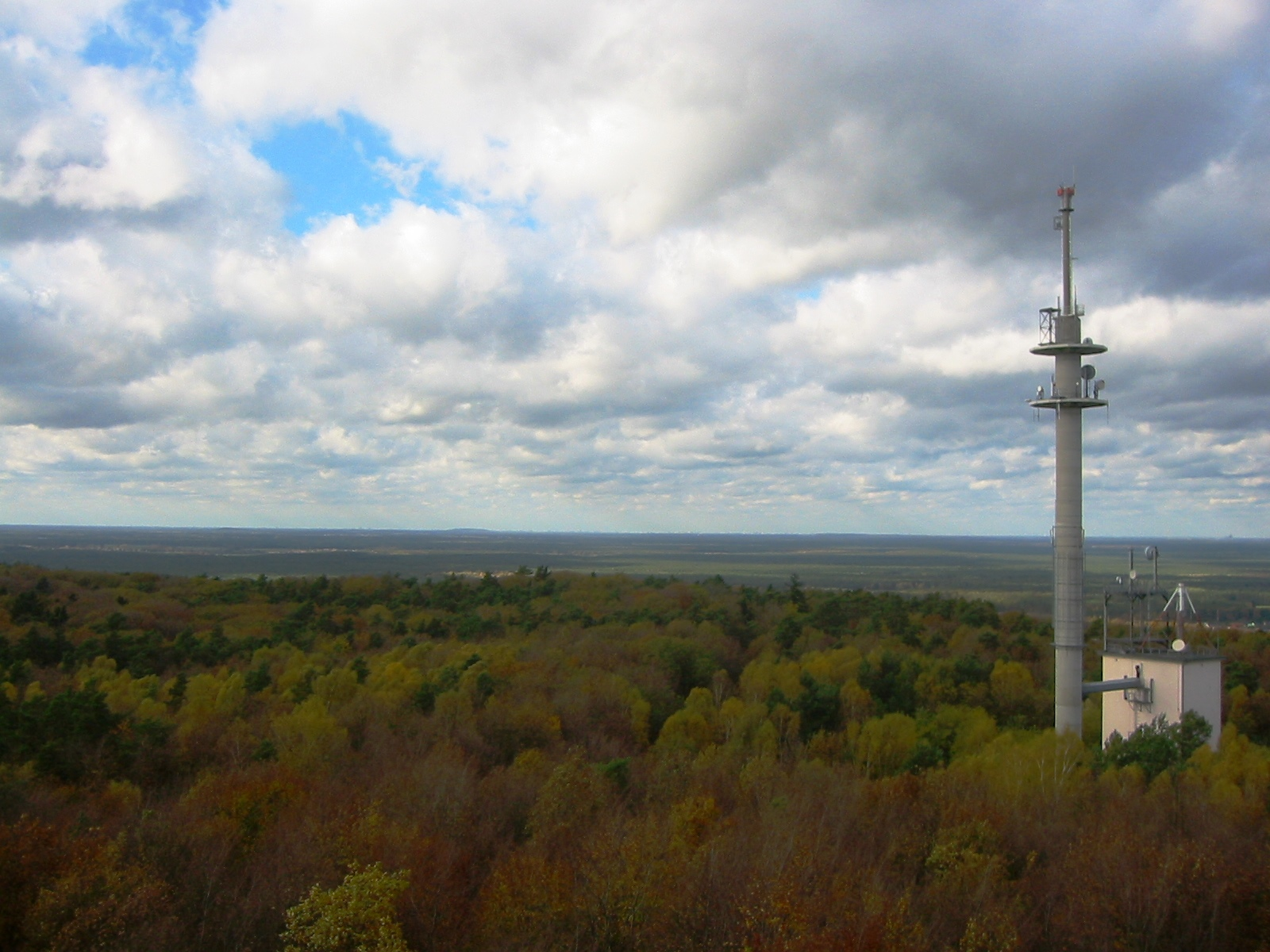
FMT 10 Rauensche Berge
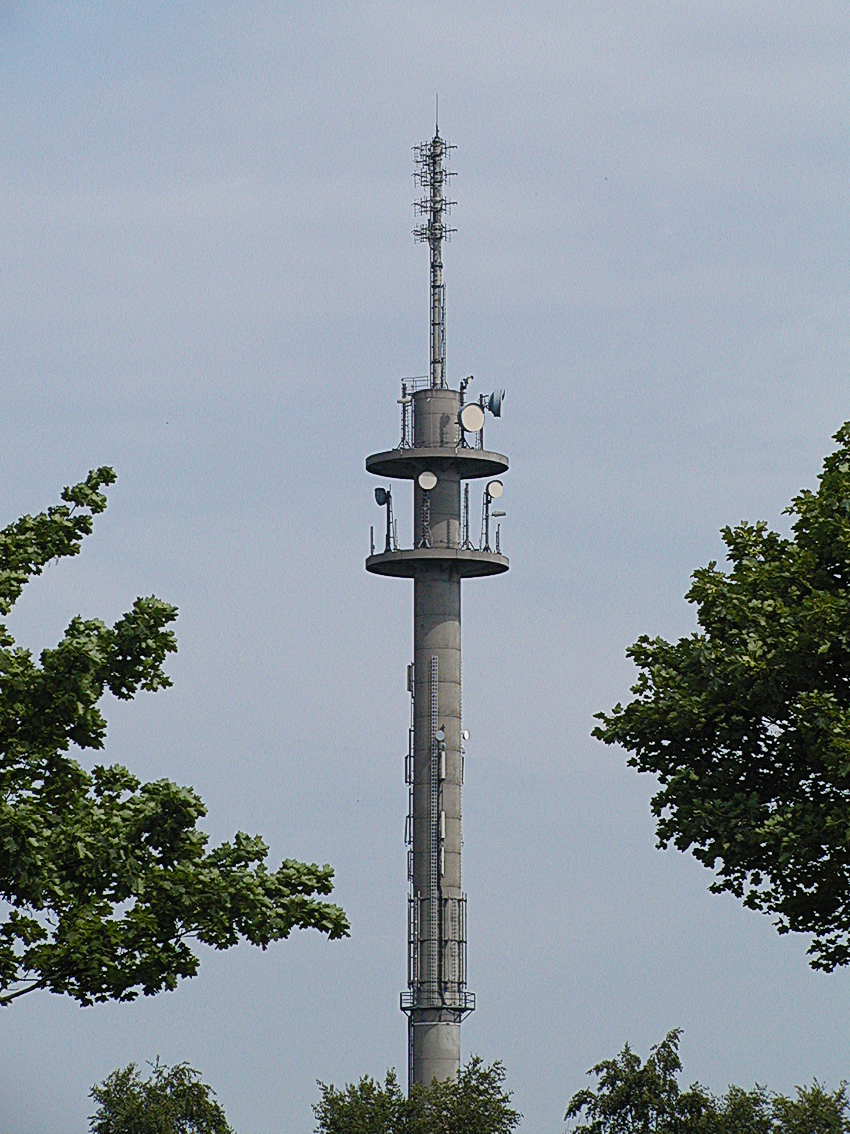
FMT 10 Otterndorf
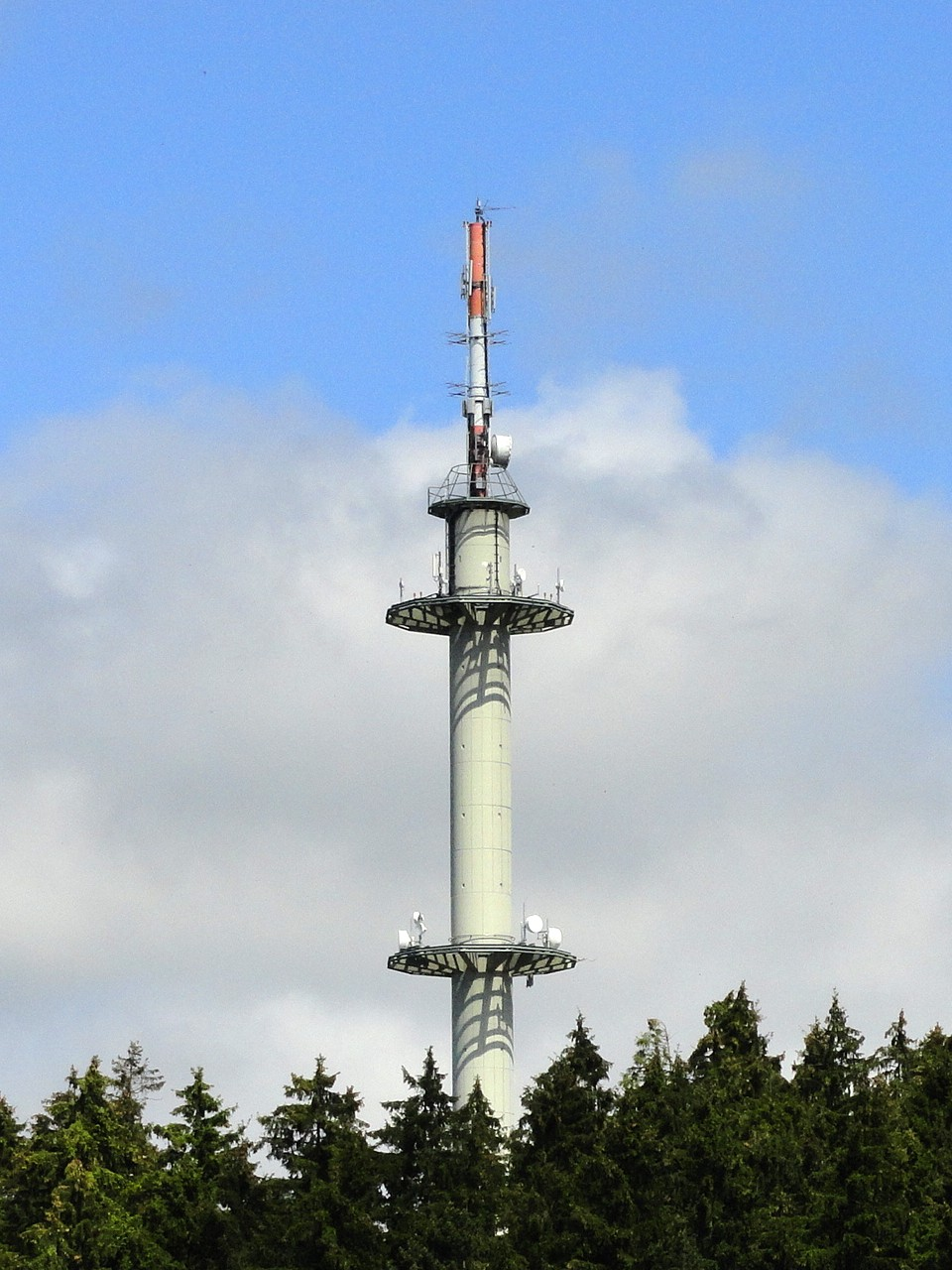
FMT 10/84 Villingen-Schwenningen
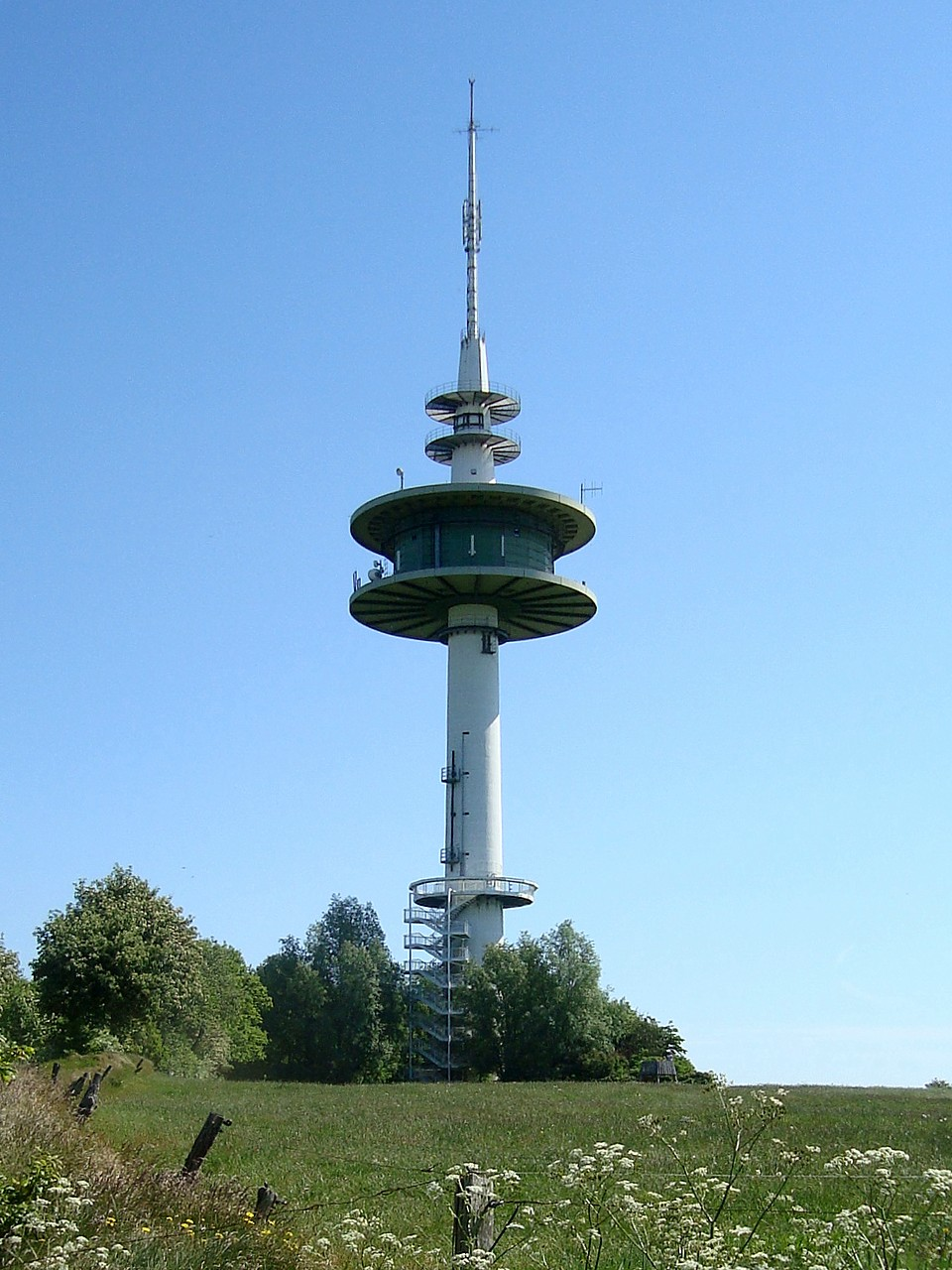
FMT 11 Bredstedt
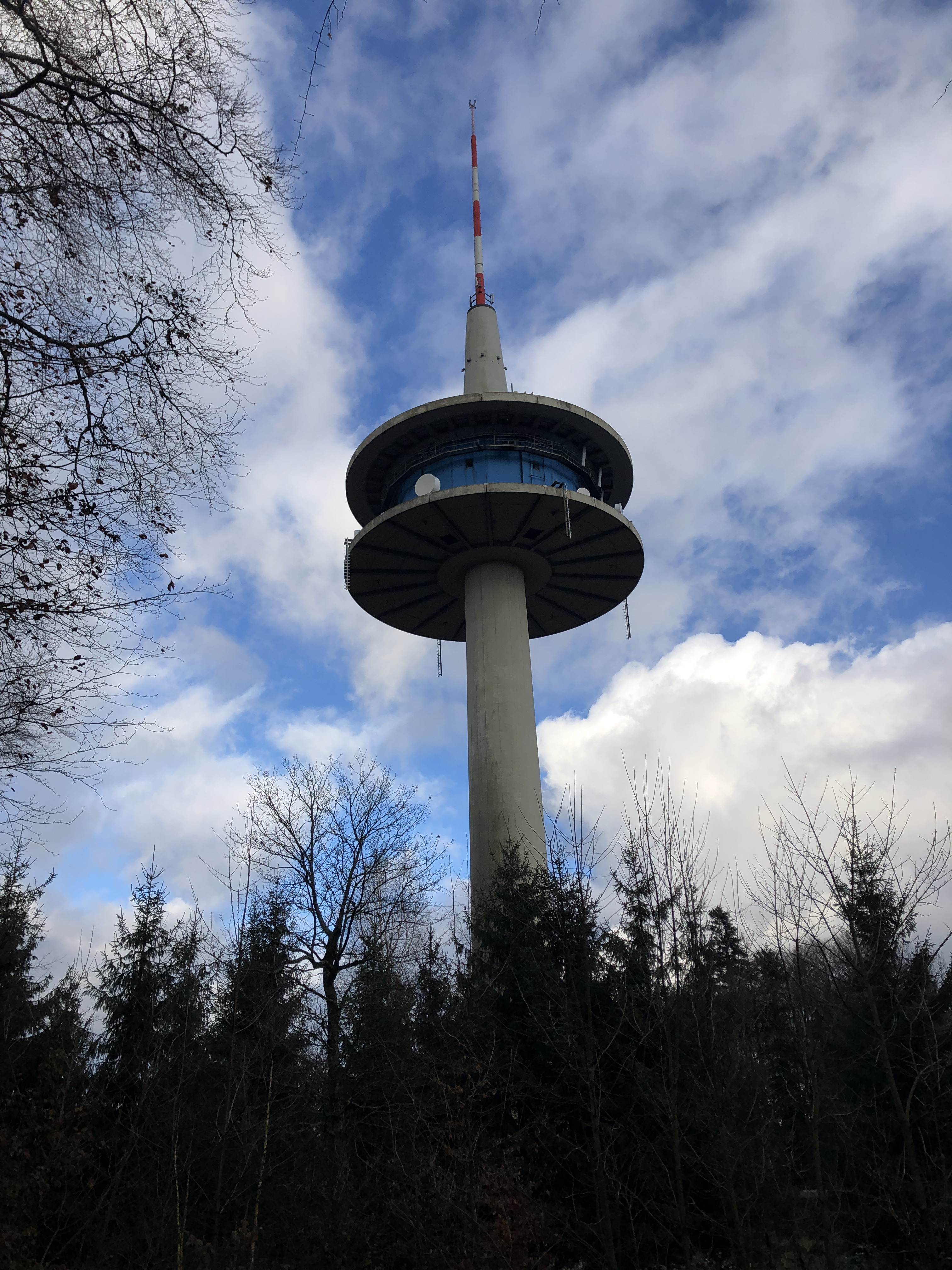
FMT 11 Weißer Stein (Dossenheim)
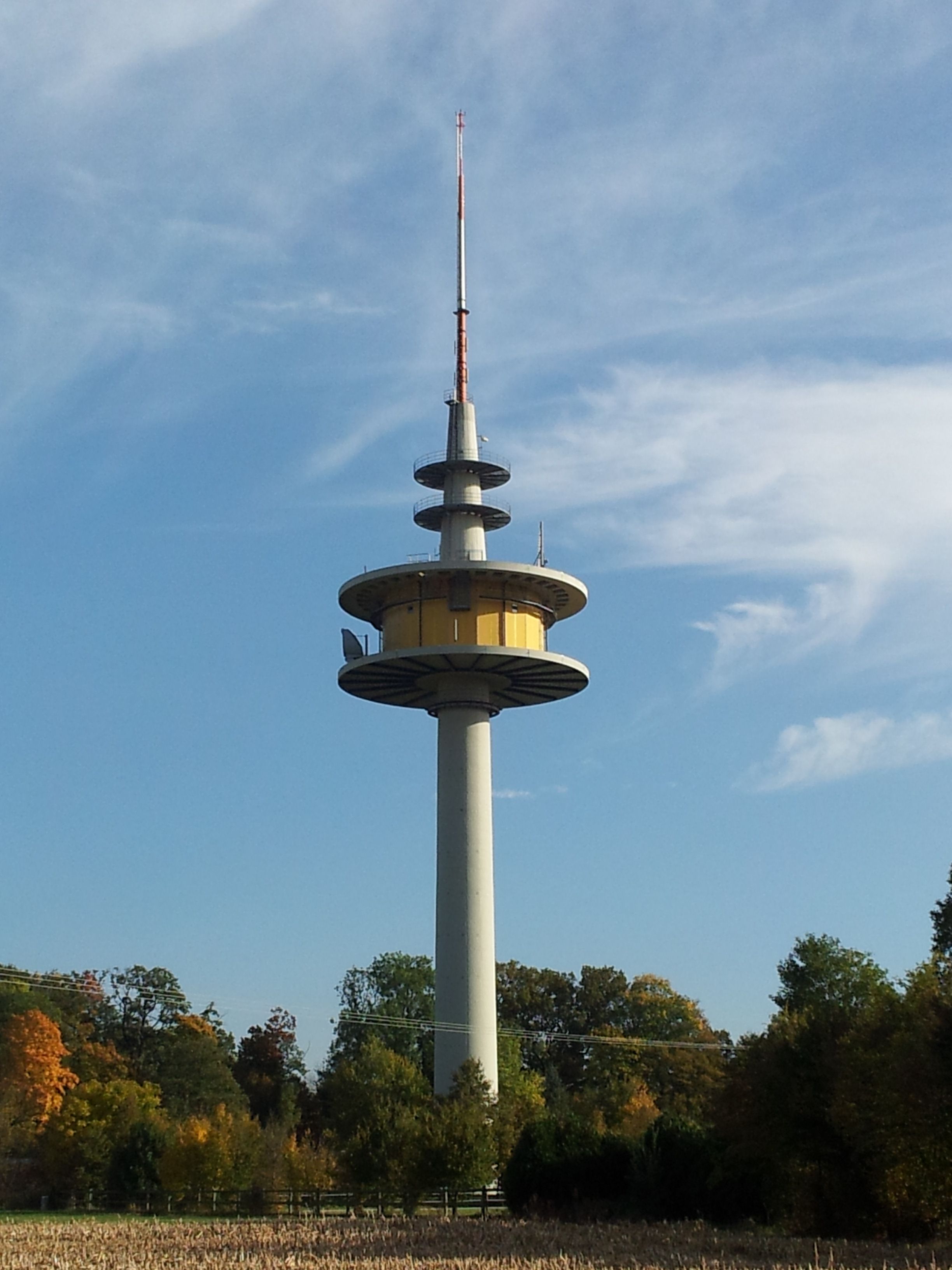
FMT 11 Willstätt
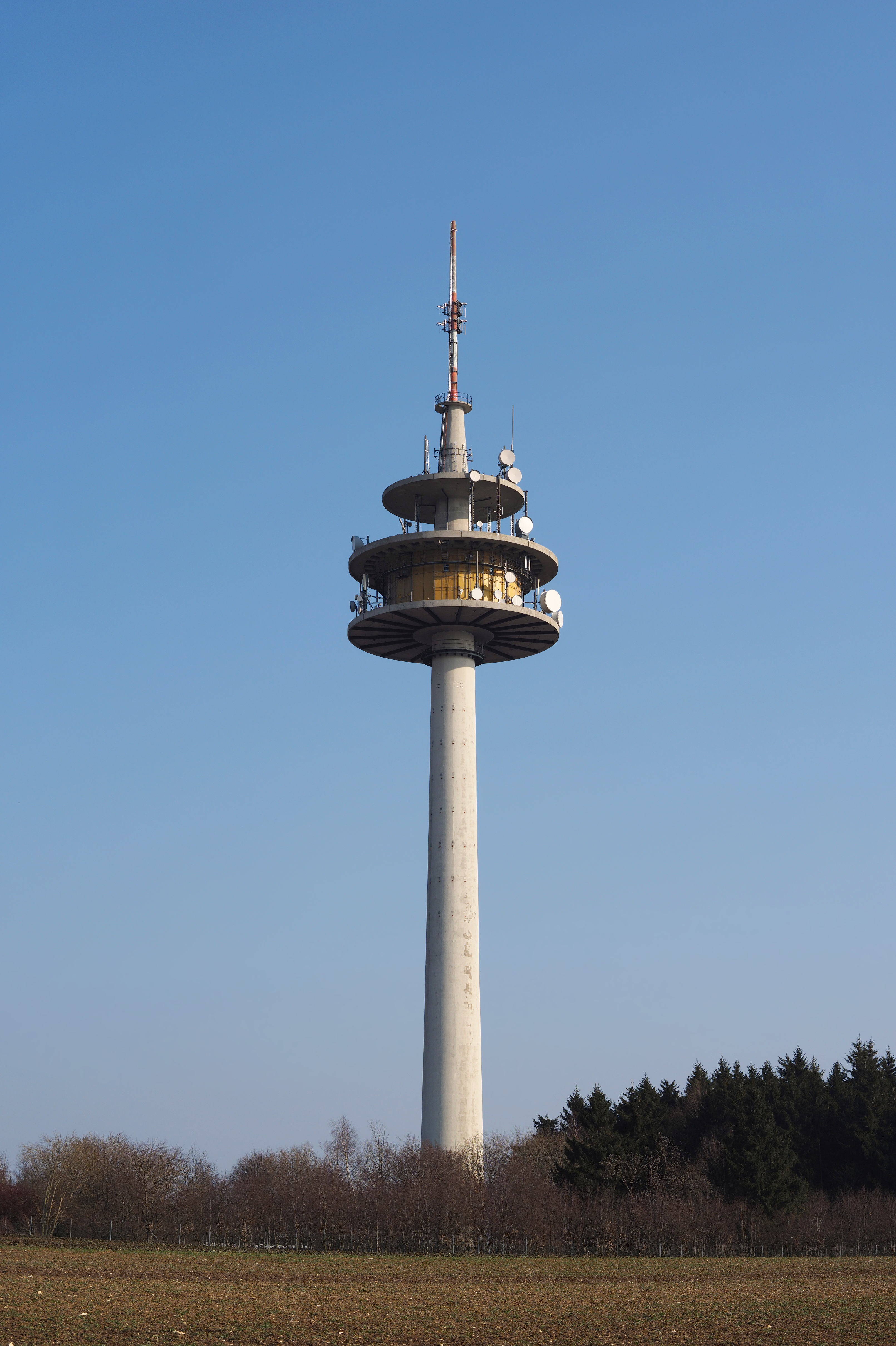
FMT 12 Schnittlingen
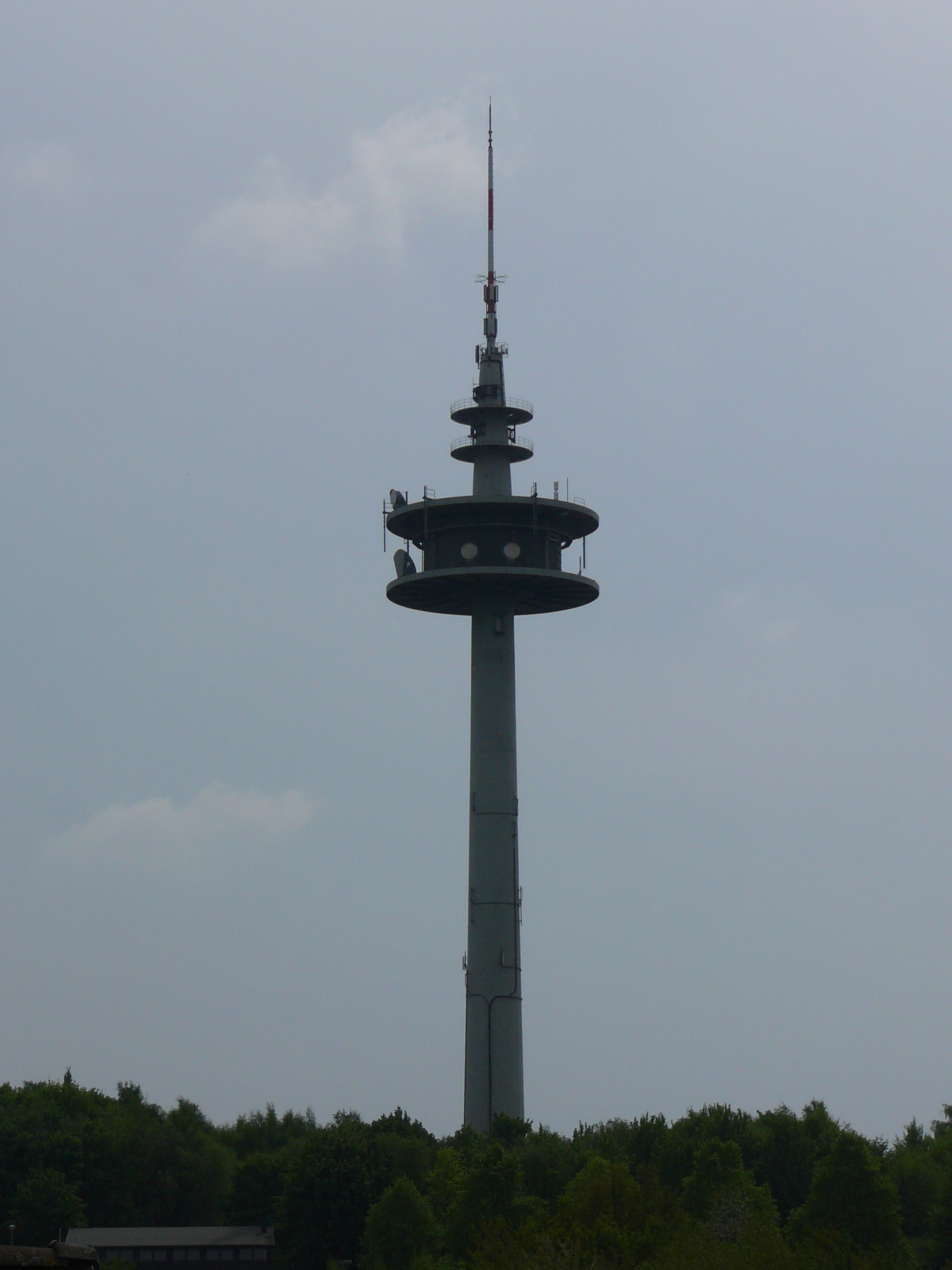
FMT 12 Wuppertal
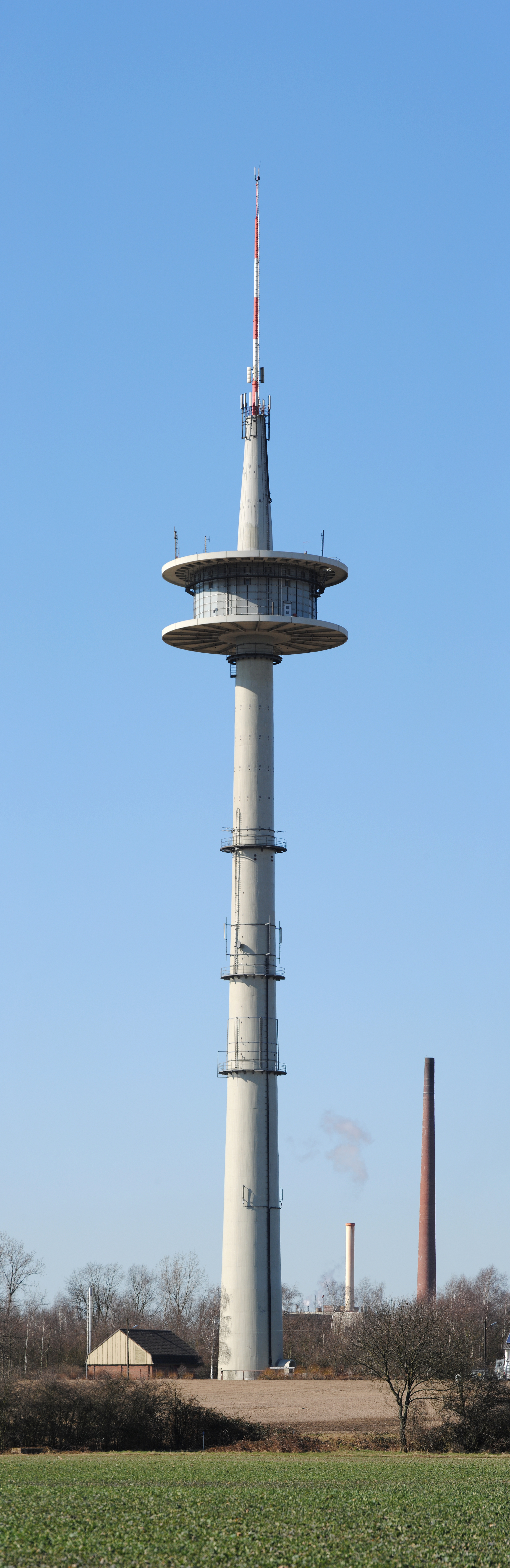
FMT 13 Moers
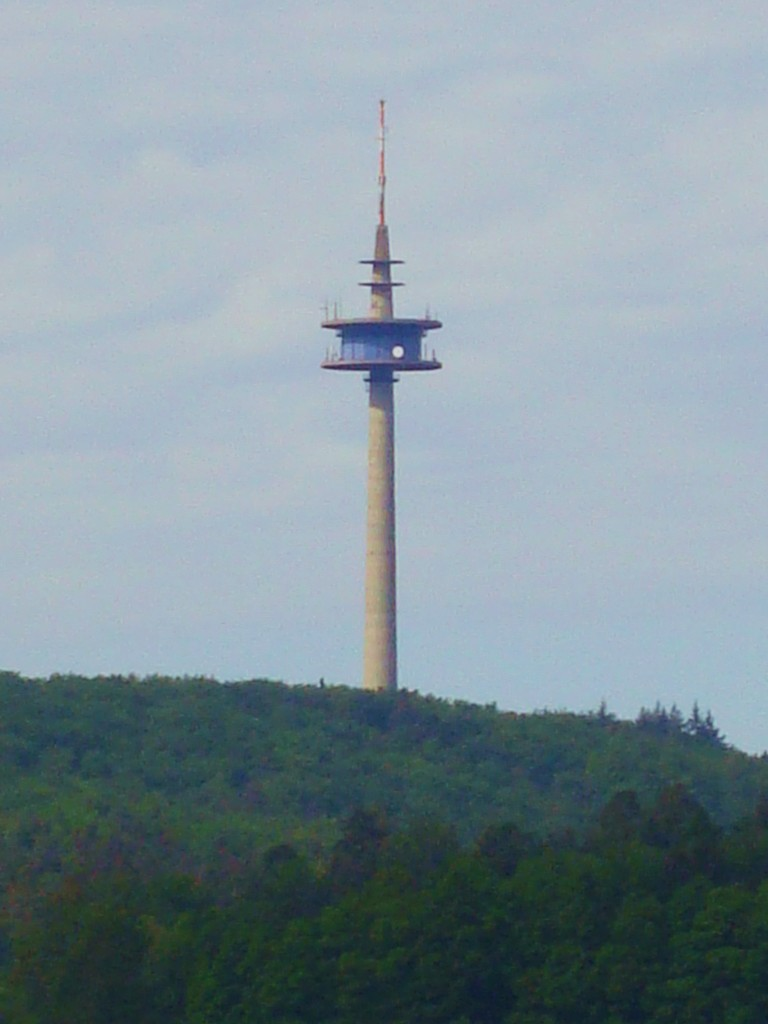
FMT 13 Burgwindheim
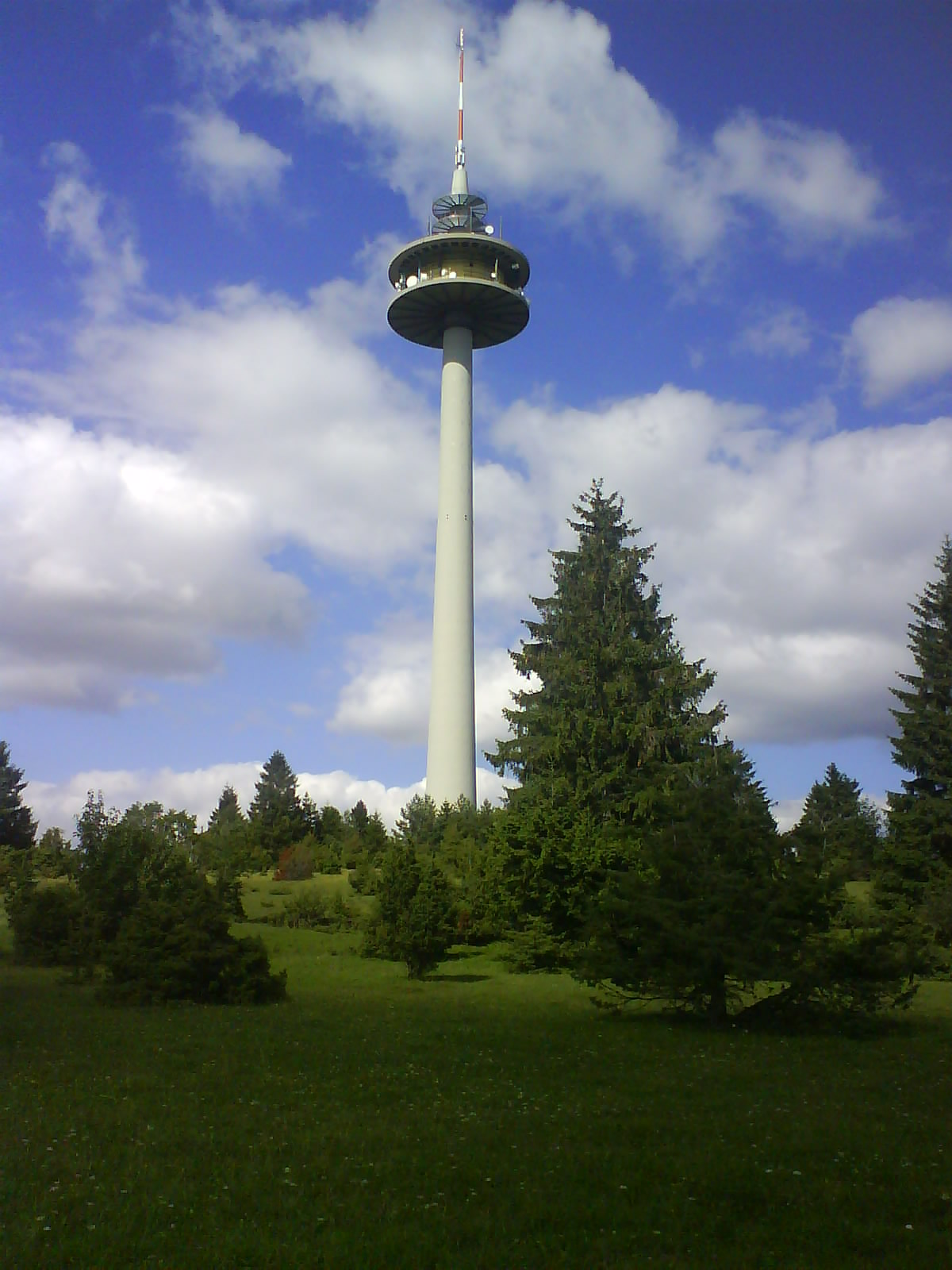
FMT 13 Plettenberg
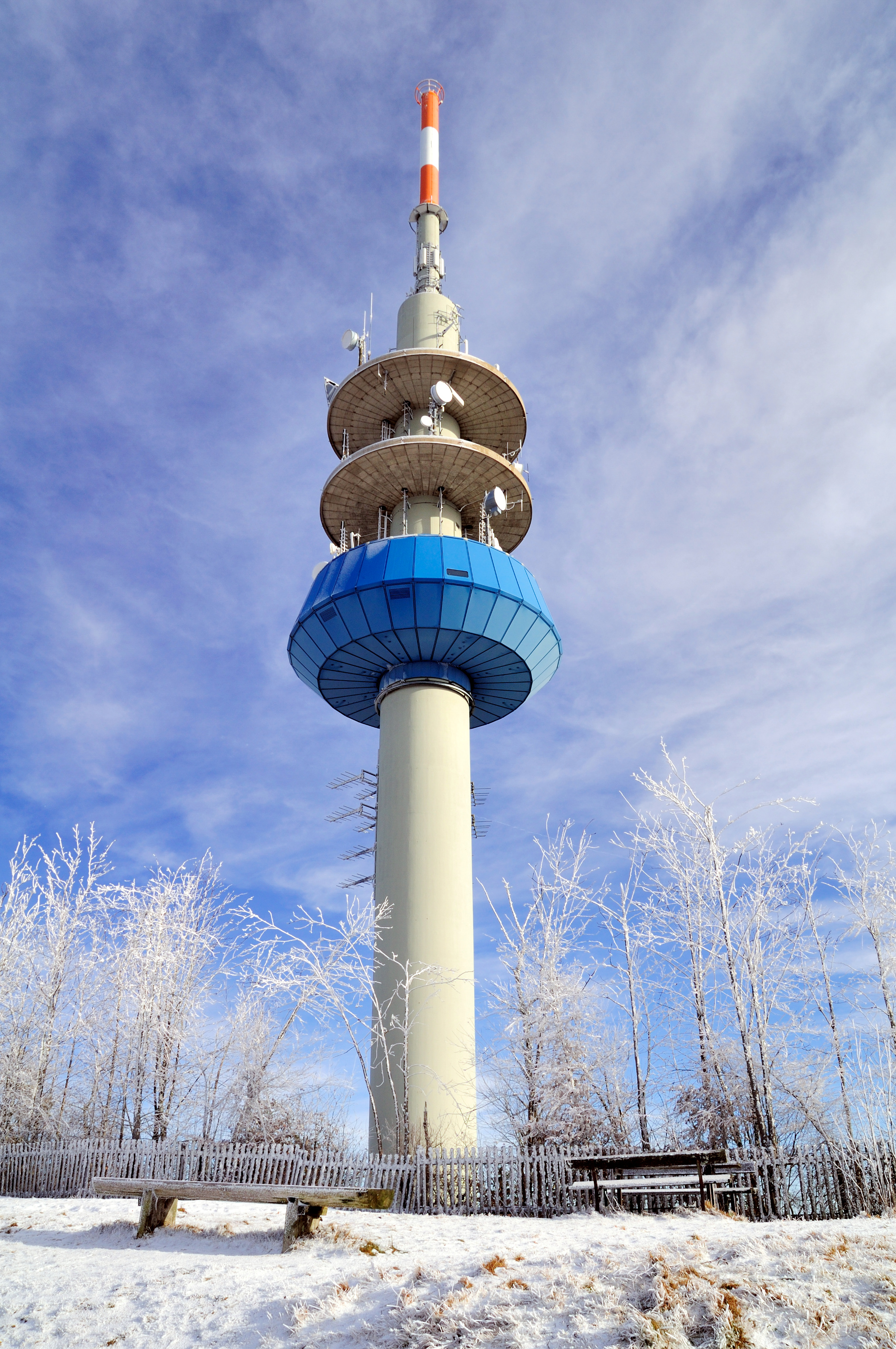
FMT 14 Blauen
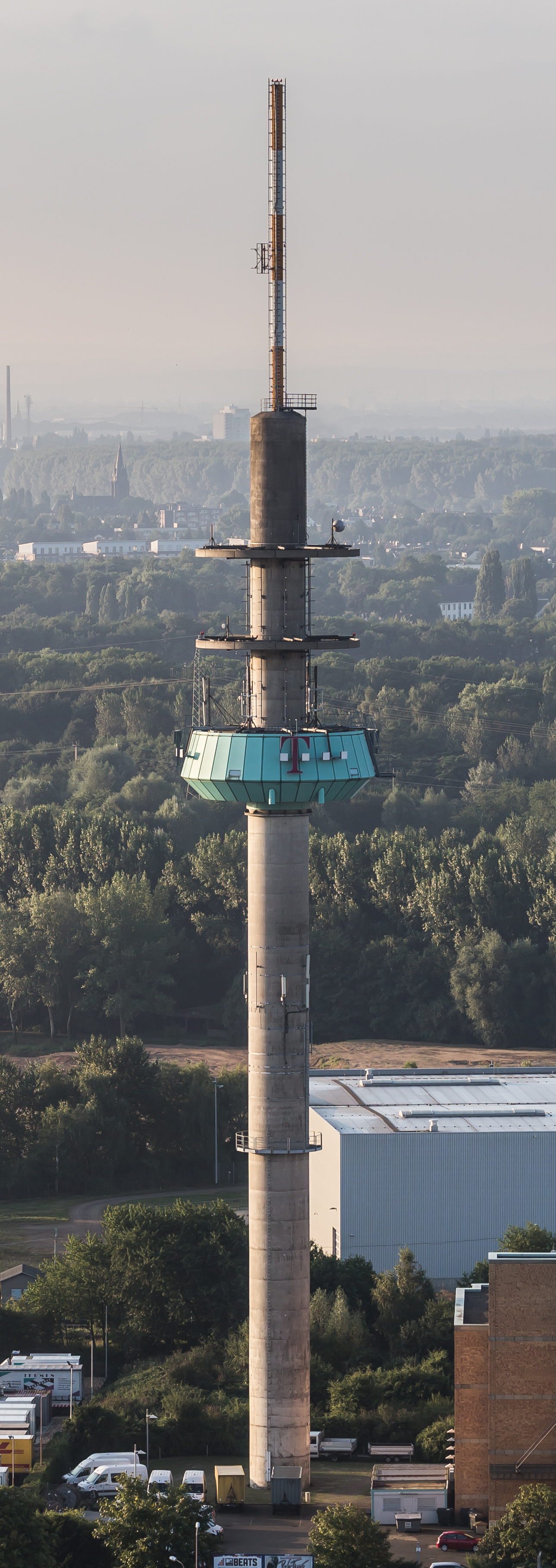
FMT 15 Köln-Poll
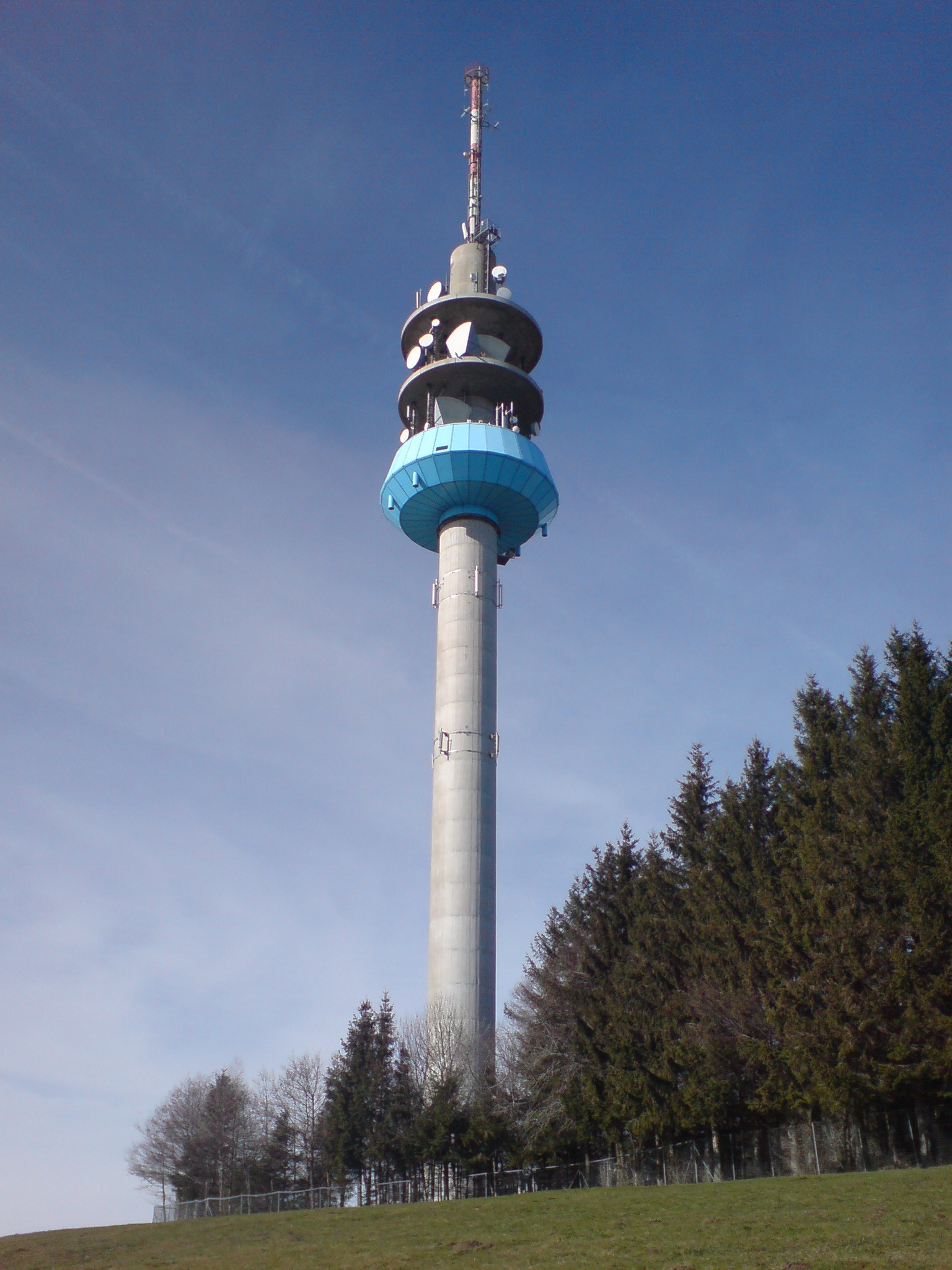
FMT 15 Blender
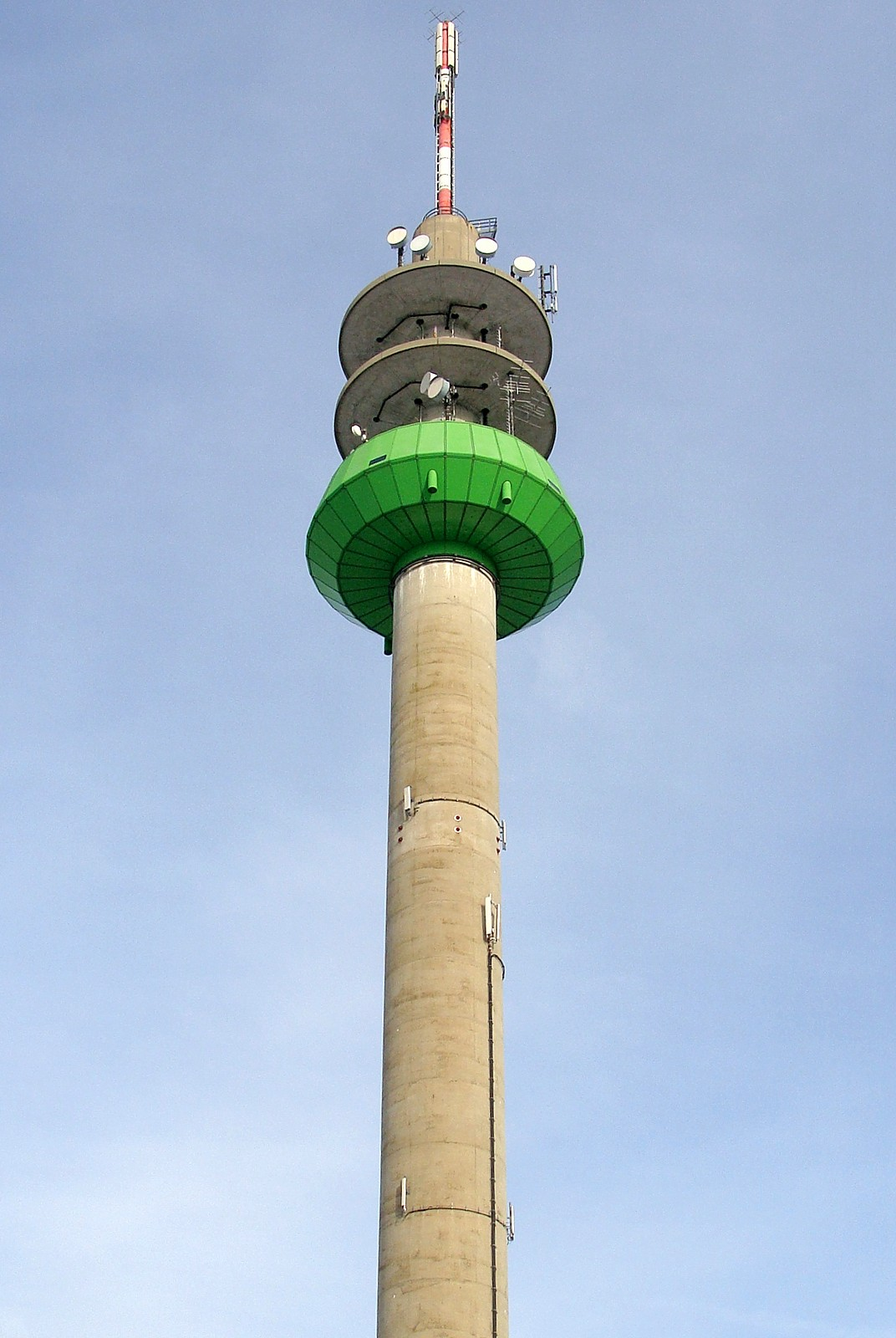
FMT 16 Ansbach

## Weitere standardisierte Sendetürme
Mitte der 1960er Jahre ließ die Bundeswehr fünf einheitliche Abhörtürme (Lauschturm EloKa) erbauen, die von der Luftwaffe betrieben wurden. Diese sogenannten Fernmeldesektortürme waren Teil eines Abhörnetzwerkes entlang der Grenze zur DDR und zur Tschechoslowakei.
In der DDR wurden an zahlreichen Standorten hochhausartige Fernmeldetürme, die sogenannten A-Türme, errichtet.
Auch in anderen Staaten gab es so etwas wie eine Standardisierung der Bauformen von Fernmeldetürmen. So befinden sich in Frankreich an zahlreichen Standorten sehr ähnliche Fernmeldetürme. In Polen ähnelt der alte Fernsehturm Piątkowo einer Reihe weiterer Türme. Ein in der ehemaligen Sowjetunion weit verbreiteter Stahlfachwerkturm ist der 3803 KM.
Daneben gibt es im Ausland auch Fernmeldetürme, welche in ihrer Bauform den deutschen Typentürmen ziemlich genau entsprechen. Beispiele hierfür sind der Sendeturm der Richtfunkstation Ansfelden und die Richtfunkstation Exelberg in Österreich.